# Strzelcy bramek dla reprezentacji Polski w piłce nożnej mężczyzn (wykaz szczegółowy)
Wykaz szczegółowy strzelców bramek w międzynarodowych meczach reprezentacji narodowej Polski w piłce nożnej.
Stan na 25 marca 2023 – po meczu  Polska –  Czechy.
Legenda:
Liczba bramek

Imię i nazwisko piłkarza – Liczba zdobytych bramek – Liczba meczów, w których zawodnik zdobywał bramki – Liczba rozegranych meczów w reprezentacji narodowej ogółem.

Rozgrywki w których zdobywał bramki – Liczba zdobytych bramek – Liczba meczów, w których zawodnik zdobywał bramki.

Numer meczu – Data – Miejsce – Mecz i wynik – Rozgrywki – Selekcjoner kadry

## 78 bramek
Robert Lewandowski – 78.52.139

EMŚ 30.17; MT 19.15; ME 5.4; EME 19.10; LN 3.2
1. 2008-09-10 Serravalle, San Marino – Polska 0:2 (0:1) EMŚ 2010 Leo Beenhakker
2. 2008-11-19 Dublin, Irlandia – Polska 2:3 (0:1) MT Beenhakker
3. 2009-04-01 Kielce, Polska – San Marino 10:0 (4:0) EMŚ 2010 Beenhakker
4. 2010-01-23 Korat, Singapur – Polska 1:6 (1:3) – 2 MT Franciszek Smuda
5. 2010-03-03 Warszawa, Polska – Bułgaria 2:0 (1:0) MT Smuda
6. 2010-09-07 Kraków, Polska – Australia 1:2 (1:2) MT Smuda
7. 2010-11-17 Poznań, Polska – Wybrzeże Kości Słoniowej 3:1 (1:1) – 2 MT Smuda
8. 2011-02-09 Faro/Loulé, Norwegia – Polska 0:1 (0:1) MT Smuda
9. 2011-09-06 Gdańsk, Polska – Niemcy 2:2 (0:0) MT Smuda
10. 2011-10-07 Seul, Korea Południowa – Polska 2:2 (0:1) MT Smuda
11. 2011-10-11 Wiesbaden, Białoruś – Polska 0:2 (0:1) MT Smuda
12. 2012-06-02 Warszawa, Polska – Andora 4:0 (3:0) MT Smuda
13. 2012-06-08 Warszawa, Polska – Grecja 1:1 (1:0) ME 2012 Smuda
14. 2013-03-26 Warszawa, Polska – San Marino 5:0 (2:0) – 2 EMŚ 2014 Waldemar Fornalik
15. 2013-09-06 Warszawa, Polska – Czarnogóra 1:1 (1:1) EMŚ 2014 Fornalik
16. 2014-06-06 Gdańsk, Polska – Litwa 2:1 (0:1) MT Adam Nawałka
17. 2014-09-07 Faro, Gibraltar – Polska 0:7 (0:1) – 4 EME 2016 Nawałka
18. 2015-06-13 Warszawa, Polska – Gruzja 4:0 (0:0) – 3 EME 2016 Nawałka
19. 2015-09-04 Frankfurt nad Menem, Niemcy – Polska 3:1 (2:1) EME 2016 Nawałka
20. 2015-09-07 Warszawa, Polska – Gibraltar 8:1 (4:0) – 2 EME 2016 Nawałka
21. 2015-10-08 Glasgow, Szkocja – Polska 2:2 (1:1) – 2 EME 2016 Nawałka
22. 2015-10-11 Warszawa, Polska – Irlandia 2:1 (2:1) EME 2016 Nawałka
23. 2015-11-13 Warszawa, Polska – Islandia 4:2 (0:1) – 2 MT Nawałka
24. 2016-06-30 Marsylia, Polska – Portugalia 1:1 (1:1) k.3:5 ME 2016 Nawałka
25. 2016-09-04 Astana, Kazachstan – Polska 2:2 (0:2) EMŚ 2018 Nawałka
26. 2016-10-08 Warszawa, Polska – Dania 3:2 (2:0) 3 EMŚ 2018 Nawałka
27. 2016-10-11 Warszawa, Polska – Armenia 2:1 (0:0) EMŚ 2018 Nawałka
28. 2016-11-11 Bukareszt, Rumunia – Polska 0:3 (0:1) – 2 EMŚ 2018 Nawałka
29. 2017-03-26 Podgorica, Czarnogóra – Polska 1:2 (0:1) EMŚ 2018 Nawałka
30. 2017-06-10 Warszawa, Polska – Rumunia 3:1 (1:0) – 3 EMŚ 2018 Nawałka
31. 2017-09-04 Warszawa, Polska – Kazachstan 3:0 (1:0) EMŚ 2018 Nawałka
32. 2017-10-05 Erywań, Armenia – Polska 1:6 (1:3) 3 EMŚ 2018 Nawałka
33. 2017-10-08 Warszawa, Polska – Czarnogóra 4:2 (2:0) EMŚ 2018 Nawałka
34. 2018-03-27 Chorzów, Polska – Korea Południowa 2:0 (2:0) MT Nawałka
35. 2018-06-08 Poznań, Polska – Chile 2:2 (2:1) MT Nawałka
36. 2018-06-12 Warszawa, Polska – Litwa 4:0 (2:0) – 2 MT Nawałka
37. 2019-03-24 Warszawa, Polska – Łotwa 2:0 (0:0) EME 2020 Jerzy Brzęczek
38. 2019-06-10 Warszawa, Polska – Izrael 4:0 (1:0) EME 2020 Brzęczek
39. 2019-10-10 Ryga, Łotwa – Polska 0:3 (0:2) – 3 EME 2020 Brzęczek
40. 2019-11-19 Warszawa, Polska – Słowenia 3:2 (1:1) EME 2020 Brzęczek
41. 2020-10-14 Wrocław, Polska – Bośnia i Hercegowina 3:0 (2:0) – 2 LN 2020/2021 Brzęczek
42. 2021-03-25 Budapeszt, Węgry – Polska 3:3 (1:0) EMŚ 2022 Paulo Sousa
43. 2021-03-28 Warszawa, Polska – Andora 3:0 (1:0) EMŚ 2022 Sousa
44. 2021-06-19 Sewilla, Hiszpania – Polska 1:1 (1:0) ME 2020 Sousa
45. 2021-06-23 Petersburg, Szwecja – Polska 3:2 (1:0) – 2 ME 2020 Sousa
46. 2021-09-02 Warszawa, Polska – Albania 4:1 (2:1) EMŚ 2022 Sousa
47. 2021-09-05 Serravalle, San Marino – Polska 1:7 (0:4) – 2 EMŚ 2022 Sousa
48. 2021-11-12 Andora, Andora – Polska 1:4 (1:3) – 2 EMŚ 2022 Sousa
49. 2022-03-29 Chorzów, Polska – Szwecja 2:0 (0:0) EMŚ 2022 Czesław Michniewicz
50. 2022-06-08 Bruksela, Belgia – Polska 6:1 (1:1) LN 2022/2023 Michniewicz
51. 2022-11-26 Ar-Rajjan, Polska – Arabia Saudyjska 2:0 (1:0) MŚ 2022 Michniewicz
52. 2022-12-04 Doha, Francja – Polska 3:1 (1:0) MŚ 2022 Michniewicz

## 48 bramek
Włodzimierz Lubański – 48.30.75

MT 23.16; EMŚ 15.7; EME 6.3; EIO 2.2; IO 2.2 
1. 1963-09-04 Szczecin, Polska – Norwegia 9:0 (3:0) MT Wiesław Motoczyński
2. 1964-09-27 Stambuł, Turcja – Polska 2:3 (1:2) MT Motoczyński
3. 1964-10-25 Dublin, Irlandia – Polska 3:2 (1:2) MT Motoczyński
4. 1965-10-24 Szczecin, Polska – Finlandia 7:0 (6:0) – 4 EMŚ 1966 Motoczyński
5. 1965-11-01 Rzym, Włochy – Polska 6:1 (2:0) -EMŚ 1966 Motoczyński
6. 1966-05-03 Chorzów, Polska – Węgry 1:1 (0:0) MT Antoni Brzeżańczyk
7. 1967-05-21 Chorzów, Polska – Belgia 3:1 (2:0) – 2 EME 1968 Michał Matyas
8. 1967-08-04 Moskwa, ZSRR – Polska 2:1 (1:0) EIO 1968 Matyas
9. 1968-04-24 Chorzów, Polska – Turcja 8:0 (2:0) – 3 MT Ryszard Koncewicz
10. 1968-05-15 Dublin, Irlandia – Polska 2:2 (0:2) MT Koncewicz
11. 1968-06-09 Oslo, Norwegia – Polska 1:6 (1:3) MT Koncewicz
12. 1969-04-20 Kraków, Polska – Luksemburg 8:1 (3:0) – 5 EMŚ 1970 Koncewicz
13. 1969-04-30 Ankara, Turcja – Polska 1:3 (0:2) MT Koncewicz
14. 1969-08-27 Łódź, Polska – Norwegia 6:1 (5:1) – 2 MT Koncewicz
15. 1969-09-07 Chorzów, Polska – Holandia 2:1 (0:1) EMŚ 1970 Koncewicz
16. 1969-10-12 Luksemburg, Luksemburg – Polska 1:5 (1:0) EMŚ 1970 Koncewicz
17. 1970-09-02 Warszawa, Polska – Dania 5:0 (2:0) MT Koncewicz
18. 1970-10-10 Chorzów, Polska – Albania 3:0 (1:0) EME 1972 Koncewicz
19. 1971-05-05 Lozanna, Szwajcaria – Polska 2:4 (1:1) MT Kazimierz Górski
20. 1971-09-22 Kraków, Polska – Turcja 5:1 (1:0) – 3 EME 1972 Górski
21. 1972-04-16 Stara Zagora, Bułgaria – Polska 3:1 (0:1) EIO 1972 Górski
22. 1972-08-30 Ratyzbona, Polska – Ghana 4:0 (1:0) IO 1972 Górski
23. 1972-09-08 Norymberga, Polska – Maroko 5:0 (3:0) IO 1972 Górski
24. 1973-03-20 Łódź, Polska – USA 4:0 (2:0) – 2 MT Górski
25. 1973-05-13 Warszawa, Polska – Jugosławia 2:2 (1:1) MT Górski
26. 1973-05-16 Wrocław, Polska – Irlandia 2:0 (1:0) – 2 MT Górski
27. 1973-06-06 Chorzów, Polska – Anglia 2:0 (1:0) EMŚ 1974 Górski
28. 1977-05-01 Kopenhaga, Dania – Polska 1:2 (0:1) – 2 EMŚ 1978 Jacek Gmoch
29. 1978-03-22 Luksemburg, Luksemburg – Polska 1:3 (0:2) MT Gmoch
30. 1980-09-24 Chorzów, Polska – Czechosłowacja 1:1 (1:1) MT Ryszard Kulesza

## 45 bramek
Grzegorz Lato – 45.37.100

MT 23.19; EMŚ 5.4; MŚ 10.8; EME 4.4; IO 3.2;
1. 1973-08-19 Warna, Bułgaria – Polska 0:2 (0:1) – 2 MT Górski
2. 1973-09-26 Chorzów, Polska – Walia 3:0 (2:0) EMŚ 1974 Górski
3. 1974-05-15 Warszawa, Polska – Grecja 2:0 (1:0) MT Górski
4. 1974-06-15 Stuttgart, Polska – Argentyna 3:2 (2:0) – 2 MŚ 1974 Górski
5. 1974-06-19 Monachium, Polska – Haiti 7:0 (5:0) – 2 MŚ 1974 Górski
6. 1974-06-26 Stuttgart, Polska – Szwecja 1:0 (1:0) MŚ 1974 Górski
7. 1974-06-30 Frankfurt, Polska – Jugosławia 2:1 (1:1) MŚ 1974 Górski
8. 1974-07-06 Monachium, Polska – Brazylia 1:0 (0:0) MŚ 1974 Górski
9. 1974-09-01 Helsinki, Finlandia – Polska 1:2 (1:1) EME 1976 Górski
10. 1974-09-04 Warszawa, Polska – NRD 1:3 (1:2) MT Górski
11. 1974-10-09 Poznań, Polska – Finlandia 3:0 (2:0) EME 1976 Górski
12. 1975-03-26 Poznań, Polska – USA 7:0 (4:0) – 2 MT Górski
13. 1975-05-28 Halle, NRD – Polska 1:2 (0:0) MT Górski
14. 1975-06-24 Seattle, USA – Polska 0:4 (0:2) MT Górski
15. 1975-07-06 Montreal, Kanada – Polska 1:8 (0:2) – 3 MT Górski
16. 1975-09-10 Chorzów, Polska – Holandia 4:1 (2:0) EME 1976 Górski
17. 1976-07-25 Montreal, Polska – Korea Północna 5:0 (1:0) – 2 IO 1976 Górski
18. 1976-07-31 Montreal, Polska – NRD 1:3 (0:2) IO 1976 Górski
19. 1976-10-16 Porto, Portugalia – Polska 0:2 (0:0) – 2 EMŚ 1978 Gmoch
20. 1977-05-15 Limassol, Cypr – Polska 1:3 (1:2) EMŚ 1978 Gmoch
21. 1977-05-29 Buenos Aires, Argentyna – Polska 3:1 (1:1) MT Gmoch
22. 1977-06-12 La Paz, Boliwia – Polska 1:2 (1:1) MT Gmoch
23. 1977-09-07 Wołgograd, ZSRR- Polska 4:1 (1:0) MT Gmoch
24. 1977-09-21 Chorzów, Polska – Dania 4:1 (2:0) EMŚ 1978 Gmoch
25. 1978-04-05 Poznań, Polska – Grecja 5:2 (4:0) MT Gmoch
26. 1978-04-26 Warszawa, Polska – Bułgaria 1:0 (0:0) MT Gmoch
27. 1978-06-06 Rosario, Polska – Tunezja 1:0 (1:0) MŚ 1978 Gmoch
28. 1978-06-21 Mendoza, Polska – Brazylia 1:3 (1:1) MŚ 1978 Gmoch
29. 1978-09-06 Reykjavík, Islandia – Polska 0:2 (0:1) EME 1980 Gmoch
30. 1979-03-21 Algier, Algieria – Polska 0:1 (0:1) MT Kulesza
31. 1979-04-04 Chorzów, Polska – Węgry 1:1 (0:0) MT Kulesza
32. 1979-08-29 Warszawa, Polska – Rumunia 3:0 (1:0) MT Kulesza
33. 1980-03-26 Budapeszt, Węgry – Polska 2:1 (2:1) MT Kulesza
34. 1980-04-02 Bruksela, Belgia – Polska 2:1 (1:0) MT Kulesza
35. 1980-06-22 Warszawa, Polska – Irak 3:0 (2:0) MT Kulesza
36. 1980-06-29 São Paulo, Brazylia – Polska 1:1 (0:1) MT Kulesza
37. 1982-06-22 La Coruña, Polska – Peru 5:1 (0:0) MŚ 1982 Antoni Piechniczek

## 41 bramek
Kazimierz Deyna – 41.31.97

EMŚ 10.7; MT 19.14; IO 8.6; MŚ 4.4
1. 1969-04-20 Kraków, Polska – Luksemburg 8:1 (3:0) – 2 EMŚ 1970 Koncewicz
2. 1969-06-15 Sofia, Bułgaria – Polska 4:1 (2:1) EMŚ 1970 Koncewicz
3. 1969-08-27 Łódź, Polska – Norwegia 6:1 (5:1) MT Koncewicz
4. 1969-10-12 Luksemburg, Luksemburg – Polska 1:5 (1:0) – 2 EMŚ 1970 Koncewicz
5. 1969-11-09 Warszawa, Polska – Bułgaria 3:0 (1:0) EMŚ 1970 Koncewicz
6. 1970-05-16 Kraków, Polska – NRD 1:1 (1:1) MT Koncewicz
7. 1970-09-02 Warszawa, Polska – Dania 5:0 (2:0) MT Koncewicz
8. 1971-05-05 Lozanna, Szwajcaria – Polska 2:4 (1:1) MT Górski
9. 1972-08-30 Ratyzbona, Polska – Ghana 4:0 (1:0) IO 1972 Górski
10. 1972-09-03 Ratyzbona, Polska – Dania 1:1 (1:1) IO 1972 Górski
11. 1972-09-05 Augsburg, Polska – ZSRR 2:1 (0:1) IO 1972 Górski
12. 1972-09-08 Norymberga, Polska – Maroko 5:0 (3:0) – 2 IO 1972 Górski
13. 1972-09-10 Monachium, Polska – Węgry 2:1 (0:1) – 2 IO 1972 Górski
14. 1972-10-15 Warszawa, Polska – Czechosłowacja 3:0 (2:0) – 2 MT Górski
15. 1973-10-10 Rotterdam, Holandia – Polska 1:1 (0:0) MT Górski
16. 1974-04-17 Liège, Belgia – Polska 1:1 (1:0) MT Górski
17. 1974-06-19 Monachium, Polska – Haiti 7:0 (5:0) MŚ 1974 Górski
18. 1974-06-23 Stuttgart, Polska – Włochy 2:1 (2:0) MŚ 1974 Górski
19. 1974-06-30 Frankfurt, Polska – Jugosławia 2:1 (1:1) MŚ 1974 Górski
20. 1975-03-26 Poznań, Polska – USA 7:0 (4:0) – 3 MT Górski
21. 1975-07-06 Montreal, Kanada – Polska 1:8 (0:2) – 2 MT Górski
22. 1975-07-09 Toronto, Kanada – Polska 1:4 (1:4) MT Górski
23. 1976-07-22 Montreal, Polska – Iran 3:2 (0:1) IO 1976 Górski
24. 1976-10-31 Warszawa, Polska – Cypr 5:0 (3:0) – 2 EMŚ 1978 Gmoch
25. 1977-06-10 Lima, Peru – Polska 1:3 (0:2) MT Gmoch
26. 1977-09-21 Chorzów, Polska – Dania 4:1 (2:0) EMŚ 1978 Gmoch
27. 1977-10-29 Chorzów, Polska – Portugalia 1:1 (1:0) EMŚ 1978 Gmoch
28. 1977-11-12 Wrocław, Polska – Szwecja 2:1 (1:1) MT Gmoch
29. 1978-04-05 Poznań, Polska – Grecja 5:2 (4:0) – 2 MT Gmoch
30. 1978-04-12 Łódź, Polska – Irlandia 3:0 (0:0) MT Gmoch
31. 1978-06-10 Rosario, Polska – Meksyk 3:1 (1:0) MŚ 1978 Gmoch

## 39 bramek
Ernest Pohl – 39.24.46

MT 27.18; EMŚ 3.3; EIO 4.2; IO 5.1
1. 1956-08-26 Wrocław, Polska – Bułgaria 1:2 (0:0) MT Alfred Nowakowski
2. 1956-10-28 Warszawa, Polska – Norwegia 5:3 (4:0) – 4 MT Czesław Krug
3. 1956-11-16 Stambuł, Turcja – Polska 1:1 (1:1) MT Krug
4. 1958-10-05 Dublin, Irlandia – Polska 2:2 (2:2) – 2 MT Henryk Reyman
5. 1959-06-28 Chorzów, Polska – Hiszpania 2:4 (1:2) EMŚ 1960 Krug
6. 1959-08-30 Warszawa, Polska – Rumunia 2:3 (1:2) – 2 MT Krug
7. 1959-10-18 Helsinki, Finlandia – Polska 1:3 (0:1) EIO 1960 Krug
8. 1959-11-08 Chorzów, Polska – Finlandia 6:2 (4:2) – 3 EIO 1960 Krug
9. 1959-11-29 Tel Awiw, Izrael – Polska 1:1 (0:0) MT Krug
10. 1960-05-04 Glasgow, Szkocja – Polska 2:3 (1:2) MT Krug
11. 1960-05-19 Moskwa, ZSRR – Polska 7:1 (4:0) MT Krug
12. 1960-08-26 Rzym, Polska – Tunezja 6:1 (3:1) – 5 IO 1960 Krug
13. 1960-09-13 Budapeszt, Węgry – Polska 4:1 (2:0) MT Krug
14. 1961-05-21 Warszawa, Polska – ZSRR 1:0 (0:0) MT Krug
15. 1961-10-22 Wrocław, Polska – NRD 3:1 (0:0) – 2 MT Krug
16. 1961-11-05 Chorzów, Polska – Dania 5:0 (2:0) – 3 MT Krug
17. 1962-04-11 Paryż, Francja – Polska 1:3 (1:2) MT Krug
18. 1964-09-13 Warszawa, Polska – Czechosłowacja 2:1 (1:1) – 2 MT Motoczyński
19. 1964-09-27 Stambuł, Turcja – Polska 2:3 (1:2) MT Motoczyński
20. 1964-10-07 Solna, Szwecja – Polska 3:3 (2:3) MT Motoczyński
21. 1964-10-25 Dublin, Irlandia – Polska 3:2 (1:2) MT Motoczyński
22. 1965-05-16 Kraków, Polska – Bułgaria 1:1 (0:0) MT Motoczyński
23. 1965-10-13 Glasgow, Szkocja – Polska 1:2 (1:0) EMŚ 1966 Motoczyński
24. 1965-10-24 Szczecin, Polska – Finlandia 7:0 (6:0) EMŚ 1966 Motoczyński

## 32 bramki
Andrzej Szarmach – 32.23.61

MT 15.12; MŚ 7.5; EME 3.2; IO 4.2; EMŚ 3.3
1. 1973-08-10 San Francisco USA – Polska 0:4 (0:1) MT Górski
2. 1974-04-13 Port-au-Prince, Haiti – Polska 2:1 (1:0) MT Górski
3. 1974-04-15 Port-au-Prince, Haiti – Polska 1:3 (0:3) – 2 MT Górski
4. 1974-06-15 Stuttgart, Polska – Argentyna 3:2 (2:0) MŚ 1974 Górski
5. 1974-06-19 Monachium, Polska – Haiti 7:0 (5:0) – 3 MŚ 1974 Górski
6. 1974-06-23 Stuttgart, Polska – Włochy 2:1 (2:0) MŚ 1974 Górski
7. 1974-09-01 Helsinki, Finlandia – Polska 1:2 (1:1) EME 1976 Górski
8. 1974-11-13 Praga, Czechosłowacja – Polska 2:2 (0:1) MT Górski
9. 1975-03-26 Poznań, Polska – USA 7:0 (4:0) – 2 MT Górski
10. 1975-06-24 Seattle, USA – Polska 0:4 (0:2) MT Górski
11. 1975-07-06 Montreal, Kanada – Polska 1:8 (0:2) MT Górski
12. 1975-07-09 Toronto, Kanada – Polska 1:4 (1:4) – 2 MT Górski
13. 1975-09-10 Chorzów, Polska – Holandia 4:1 (2:0) – 2 EME 1976 Górski
14. 1976-07-22 Montreal, Polska – Iran 3:2 (0:1) – 2 IO 1976 Górski
15. 1976-07-25 Montreal, Polska – Korea Północna 5:0 (1:0) – 2 IO 1976 Górski
16. 1976-10-31 Warszawa, Polska – Cypr 5:0 (3:0) EMŚ 1978 Gmoch
17. 1977-06-10 Lima, Peru – Polska 1:3 (0:2) MT Gmoch
18. 1977-09-21 Chorzów, Polska – Dania 4:1 (2:0) EMŚ 1978 Gmoch
19. 1978-03-22 Luksemburg, Luksemburg – Polska 1:3 (0:2) – 2 MT Gmoch
20. 1978-06-18 Mendoza, Polska – Peru 1:0 (0:0) MŚ 1978 Gmoch
21. 1980-04-19 Turyn, Włochy – Polska 2:2 (2:2) MT Kulesza
22. 1981-10-10 Lipsk, NRD – Polska 2:3 (0:2) EMŚ 1982 Piechniczek
23. 1982-07-10 Alicante, Polska – Francja 3:2 (2:1) MŚ 1982 Piechniczek

## 27 bramek
Gerard Cieślik – 27.20.45

MT 25.19; EMŚ 2.1
1. 1947-07-19 Warszawa, Polska – Rumunia 1:2 (0:1) MT Reyman
2. 1947-08-31 Praga, Czechosłowacja – Polska 6:3 (1:0) – 2 MT Reyman
3. 1947-09-14 Solna, Szwecja – Polska 5:4 (3:2) MT Karol Bergtal
4. 1947-09-17 Helsinki, Finlandia – Polska 1:4 (1:1) – 2 MT Bergtal
5. 1947-10-19 Belgrad, Jugosławia – Polska 7:1 (7:0) MT Bergtal
6. 1948-04-18 Warszawa, Polska – Czechosłowacja 3:1 (2:0) MT Zygmunt Alfus
7. 1948-09-19 Warszawa, Polska – Węgry 2:6 (1:3) MT Alfus
8. 1948-10-17 Warszawa, Polska – Finlandia 1:0 (0:0) MT Krug
9. 1949-10-02 Warszawa, Polska – Bułgaria 3:2 (3:1) – 2 MT Mieczysław Szymkowiak
10. 1949-11-06 Warszawa, Polska – Albania 2:1 (1:0) MT Szymkowiak
11. 1950-05-14 Wrocław, Polska – Rumunia 3:3 (2:1) – 3 MT Szymkowiak
12. 1950-06-04 Warszawa, Polska – Węgry 2:5 (1:2) MT Szymkowiak
13. 1950-10-30 Sofia, Bułgaria – Polska 0:1(0:1) MT Koncewicz
14. 1954-09-26 Rostock, NRD – Polska 0:1 (0:1) MT Koncewicz
15. 1955-05-29 Bukareszt, Rumunia – Polska 2:2 (1:0) MT Koncewicz
16. 1955-09-11 Helsinki, Finlandia – Polska 1:3 (0:0) – 2 MT Koncewicz
17. 1957-10-20 Chorzów, Polska – ZSRR 2:1 (1:0) – 2 EMŚ 1958 Reyman
18. 1958-05-11 Chorzów, Polska – Irlandia 2:2 (1:1) MT Reyman
19. 1958-05-25 Kopenhaga, Dania – Polska 3:2 (3:1) MT Reyman
20. 1958-06-01 Warszawa, Polska – Szkocja 1:2 (0:1) MT Reyman

## 24 bramki
Zbigniew Boniek – 24.21.80

MT 10.10; EMŚ 4.4; MŚ 6.3; EME 4.4
1. 1976-05-11 Bazylea, Szwajcaria – Polska 2:1 (1:0) MT Górski
2. 1976-10-31 Warszawa, Polska – Cypr 5:0 (3:0) EMŚ 1978 Gmoch
3. 1977-06-19 São Paulo, Brazylia – Polska 3:1 (2:0) MT Gmoch
4. 1978-04-05 Poznań, Polska – Grecja 5:2 (4:0) MT Gmoch
5. 1978-04-12 Łódź, Polska – Irlandia 3:0 (0:0) MT Gmoch
6. 1978-06-10 Rosario, Polska – Meksyk 3:1 (1:0) – 2 MŚ 1978 Gmoch
7. 1978-11-15 Wrocław, Polska – Szwajcaria 2:0 (1:0) EME 1980 Kulesza
8. 1979-04-18 Lipsk, NRD – Polska 2:1 (0:1) EME 1980 Kulesza
9. 1979-05-02 Chorzów, Polska – Holandia 2:0 (1:0) EME 1980 Kulesza
10. 1979-08-29 Warszawa, Polska – Rumunia 3:0 (1:0) MT Kulesza
11. 1980-05-13 Frankfurt, RFN – Polska 3:1 (2:1) MT Kulesza
12. 1980-05-28 Poznań, Polska – Szkocja 1:0 (0:0) MT Kulesza
13. 1981-10-28 Buenos Aires, Argentyna – Polska 1:2 (0:1) MT Piechniczek
14. 1981-11-15 Wrocław, Polska – Malta 6:0 (1:0) EMŚ 1982 Piechniczek
15. 1981-11-18 Łódź, Polska – Hiszpania 2:3 (0:1) MT Piechniczek
16. 1982-06-22 La Coruna, Polska – Peru 5:1 (0:0) MŚ 1982 Piechniczek
17. 1982-06-28 Barcelona, Polska – Belgia 3:0 (2:0) – 3 MŚ 1982 Piechniczek
18. 1983-05-22 Chorzów, Polska – ZSRR 1:1 (1:0) EME 1984 Piechniczek
19. 1984-03-27 Zurych, Szwajcaria – Polska 1:1 (0:1) MT Piechniczek
20. 1985-05-19 Ateny, Grecja – Polska 1:4 (0:1) EMŚ 1986 Piechniczek
21. 1985-05-30 Tirana, Albania – Polska 0:1 (0:1) EMŚ 1986 Piechniczek

## 21 bramek
Ernest Wilimowski – 21.14.22

MT 16.12; EMŚ 1.1; MŚ 4.1
1. 1934-05-23 Sztokholm, Szwecja – Polska 4:2 (2:1) MT Józef Kałuża
2. 1934-08-26 Belgrad, Jugosławia – Polska 4:1 (2:0) MT Kałuża
3. 1934-09-09 Warszawa, Polska – Niemcy 2:5 (1:1) MT Kałuża
4. 1937-06-23 Warszawa, Polska – Szwecja 3:1 (2:0) MT Kałuża
5. 1937-09-12 Warszawa, Polska – Dania 3:1 (2:1) MT Kałuża
6. 1937-09-25 Warszawa, Polska – Jugosławia 4:0 (2:0) EMŚ 1938 Kałuża
7. 1938-03-13 Zurych, Szwajcaria – Polska 3:3 (1:1) MT Kałuża
8. 1938-05-22 Warszawa, Polska – Irlandia 6:0 (3:0) MT Kałuża
9. 1938-06-05 Strasburg, Polska – Brazylia 5:6 (1:3,4:4) – 4 MŚ 1938 Kałuża
10. 1938-09-25 Warszawa, Polska – Jugosławia 4:4 (2:1) – 2 MT Kałuża
11. 1938-10-23 Warszawa, Polska – Norwegia 2:2 (0:2) MT Kałuża
12. 1938-11-13 Dublin, Irlandia – Polska 3:2 (2:1) MT Kałuża
13. 1939-05-27 Łódź, Polska – Belgia 3:3 (2:1) – 4 MT Kałuża
14. 1939-08-27 Warszawa, Polska – Węgry 4:2 (1:2) – 4 MT Kałuża

Jakub Błaszczykowski – 20.20.99

MT 10.10; EMŚ 6.6; ME 3.3; EME 1.1
1. 2007-08-22 Moskwa, Rosja – Polska 2:2 (2:0) MT Beenhakker
2. 2008-10-11 Chorzów, Polska – Czechy 2:1 (1:0) EMŚ 2010 Beenhakker
3. 2010-03-03 Warszawa, Polska – Bułgaria 2:0 (1:0) MT Smuda
4. 2010-10-09 Chicago, USA – Polska 2:2 (1:1) MT Smuda
5. 2011-08-10 Lubin, Polska – Gruzja 1:0 (1:0) MT Smuda
6. 2011-09-06 Gdańsk, Polska – Niemcy 2:2 (0:0) MT Smuda
7. 2011-10-07 Seul, Korea Południowa – Polska 2:2 (0:1) MT Smuda
8. 2011-10-11 Wiesbaden, Białoruś – Polska 0:2 (0:1) MT Smuda
9. 2012-06-02 Warszawa, Polska – Andora 4:0 (3:0) MT Smuda
10. 2012-06-08 Warszawa, Polska – Rosja 1:1 (0:1) ME 2012 Smuda
11. 2012-09-07 Podgorica, Czarnogóra – Polska 2:2 (2:1) EMŚ 2014 Fornalik
12. 2012-09-11 Wrocław, Polska – Mołdawia 2:0 (1:0) EMŚ 2014 Fornalik
13. 2013-06-07 Kiszyniów, Mołdawia – Polska 1:1 (1:1) EMŚ 2014 Fornalik
14. 2013-09-10 Serravalle, San Marino – Polska 1:5 (1:3) EMŚ 2014 Fornalik
15. 2015-09-07 Warszawa, Polska – Gibraltar 8:1 (4:0) EME 2016 Nawałka
16. 2016-03-23 Poznań, Polska – Serbia 1:0 (1:0) MT Nawałka
17. 2016-06-21 Marsylia, Ukraina – Polska 0:1 (0:0) ME 2016 Nawałka
18. 2016-06-21 Saint-Étienne, Szwajcaria – Polska 1:1 (0:1) k.4:5 ME 2016 Nawałka
19. 2017-10-05 Erywań, Armenia – Polska 1:6 (1:3) EMŚ 2018 Nawałka
20. 2018-06-12 Warszawa, Polska – Litwa 4:0 (2:0) MT Nawałka
21. 2018-10-11 Chorzów, Polska – Portugalia 2:3 (1:2) LN 2018/2019 Jerzy Brzęczek

Dariusz Dziekanowski – 20.17.63

EMŚ 4.3; MT 11.10; EME 5.4
1. 1981-11-15 Wrocław, Polska – Malta 6:0 (1:0) EMŚ 1982 Piechniczek
2. 1982-09-08 Kuopio, Finlandia – Polska 2:3 (0:2) EME 1984 Piechniczek
3. 1983-03-23 Łódź, Polska – Bułgaria 3:1 (1:1) MT Piechniczek
4. 1984-01-11 Kalkuta, India – Polska 1:2 (1:2) MT Piechniczek
5. 1984-09-12 Helsinki, Finlandia – Polska 0:2 (0:1) MT Piechniczek
6. 1984-09-26 Słupsk, Polska – Turcja 2:0 (1:0) – 2 MT Piechniczek
7. 1984-10-17 Zabrze, Polska – Grecja 3:1 (0:1) – 2 EMŚ 1986 Piechniczek
8. 1985-02-06 Queretaro, Polska – Bułgaria 2:2 (2:2) MT Piechniczek
9. 1985-05-19 Ateny, Grecja – Polska 1:4 (0:1) EMŚ 1986 Piechniczek
10. 1985-11-16 Chorzów, Polska – Włochy 1:0 (0:0) MT Piechniczek
11. 1986-10-15 Poznań, Polska – Grecja 2:1 (2:1) – 2 EME 1988 Wojciech Łazarek
12. 1987-09-23 Warszawa, Polska – Węgry 3:2 (1:1) EME 1988 Łazarek
13. 1988-03-23 Belfast, Irlandia Północna – Polska 1:1 (1:1) MT Łazarek
14. 1988-06-01 Moskwa, ZSRR – Polska 2:1 (0:1) MT Łazarek
15. 1989-09-05 Warszawa, Polska – Grecja 3:0 (3:0) MT Andrzej Strejlau
16. 1990-05-21 Marsylia, Polska – Zjednoczone Emiraty Arabskie 4:0 (2:0) MT Strejlau
17. 1990-11-14 Stambuł, Turcja – Polska 0:1 (0:1) EME 1992 Strejlau

Euzebiusz Smolarek – 20.13.47

EMŚ 7.4; MT 4.4; EME 9.6
1. 2005-09-03 Chorzów, Polska – Austria 3:2 (2:0) EMŚ 2006 Paweł Janas
2. 2005-10-07 Warszawa, Polska – Islandia 3:2 (1:2) MT Janas
3. 2005-11-13 Barcelona, Polska – Ekwador 3:0 (1:0) MT Janas
4. 2006-06-03 Wolfsburg, Polska – Chorwacja 1:0 (0:0) MT Janas
5. 2006-10-07 Ałmaty, Kazachstan – Polska 0:1 (0:0) EME 2008 Beenhakker
6. 2006-10-11 Chorzów, Polska – Portugalia 2:1 (2:0) – 2 EME 2008 Beenhakker
7. 2007-06-02 Baku, Azerbejdżan – Polska 1:3 (1:0) EME 2008 Beenhakker
8. 2007-10-13 Warszawa, Polska – Kazachstan 3:1 (0:1) – 3 EME 2008 Beenhakker
9. 2007-11-17 Chorzów, Polska – Belgia 2:0 (1:0) – 2 EME 2008 Beenhakker
10. 2008-09-10 Serravalle, San Marino – Polska 0:2 (0:1) EMŚ 2010 Beenhakker
11. 2008-10-15 Bratysława, Słowacja – Polska 2:1 (0:0) EMŚ 2010 Beenhakker
12. 2009-04-01 Kielce, Polska – San Marino 10:0 (4:0) – 4 EMŚ 2010 Beenhakker
13. 2010-10-12 Montreal, Ekwador – Polska 2:2 (1:0) MT Smuda

## 19 bramek
Roman Kosecki – 19.16.69

MT 15.12; EME 4.4
1. 1988-02-10 Tel Awiw, Izrael – Polska 1:3 (1:1) MT Łazarek
2. 1988-07-13 New Britain, USA – Polska 0:2 (0:1) – 2 MT Łazarek
3. 1989-02 08 San Jose, Kostaryka – Polska 2:4 (1:3) MT Łazarek
4. 1989-02-14 Puebla, Meksyk – Polska 3:1 (2:0) MT Łazarek
5. 1990-02-11 Kair, Polska – Kuwejt 1:1 (1:0) MT Strejlau
6. 1990-05-04 Chicago, Polska – Kolumbia 1:2 (1:2) MT Strejlau
7. 1990-05-21 Marsylia, Polska – Zjednoczone Emiraty Arabskie 4:0 (2:0) MT Strejlau
8. 1990-10-10 Warszawa, Polska – USA 2:3 (0:3) MT Strejlau
9. 1990-12-19 Wolos, Grecja – Polska 1:2 (1:1) MT Strejlau
10. 1991-04-17 Warszawa, Polska – Turcja 3:0 (0:0) EME 1992 Strejlau
11. 1992-05-19 Salzburg, Austria – Polska 2:4 (1:2) – 2 MT Strejlau
12. 1992-07-05 Gwatemala, Gwatemala – Polska 2:2 (1:1) – 2 MT Strejlau
13. 1994-02-09 Santa Cruz, Hiszpania – Polska 1:1 (1:1) MT Henryk Apostel
14. 1994-09-04 Tel Awiw, Izrael – Polska 2:1 (1:0) EME 1996 Apostel
15. 1995-04-25 Zabrze, Polska – Izrael 4:3 (1:2) EME 1996 Apostel
16. 1995-06-07 Zabrze, Polska – Słowacja 5:0 (1:0) EME 1996 Apostel

## 18 bramek
Lucjan Brychczy – 18.15.58

MT 12.10; EMŚ 4.3; EME 2.2
1. 1955-06-26 Sofia, Bułgaria – Polska 1:1 (0:1) MT Koncewicz
2. 1956-11-04 Kraków, Polska – Finlandia 5:0 (2:0) MT Krug
3. 1957-09-29 Sofia, Bułgaria – Polska 1:1 (0:1) MT Reyman
4. 1957-11-03 Warszawa, Polska – Finlandia 4:0 (2:0) – 2 EMŚ 1958 Reyman
5. 1959-06-28 Chorzów, Polska – Hiszpania 2:4 (1:2) EMŚ 1960 Krug
6. 1960-05-04 Glasgow, Szkocja – Polska 2:3 (1:2) MT Krug
7. 1961-06-04 Belgrad, Jugosławia – Polska 2:1 (1:0) EMŚ 1962 Krug
8. 1962-04-11 Paryż, Francja – Polska 1:3 (1:2) MT Krug
9. 1962-04-15 Casablanca, Maroko – Polska 1:3 (1:0) MT Krug
10. 1962-05-23 Warszawa, Polska – Belgia 2:0 (1:0) MT Krug
11. 1963-05-15 Oslo, Norwegia – Polska 2:5 (1:2) – 2 MT Motoczyński
12. 1963-05-22 Warszawa, Polska – Grecja 4:0 (3:0) – 2 MT Motoczyński
13. 1967-09-17 Warszawa, Polska – Francja 1:4 (1:2) EME 1968 Matyas
14. 1967-10-08 Bruksela, Belgia – Polska 2:4 (2:2) EME 1968 Matyas
15. 1969-08-27 Łódź, Polska – Norwegia 6:1 (5:1) MT Koncewicz

## 17 bramek
Maciej Żurawski – 17.16.72

MT 8.7; EMŚ 6.6; EME 1.1
1. 2002-02-10 Limassol, Polska – Wyspy Owcze 2:1 (2:1) – 2 MT Jerzy Engel
2. 2002-05-18 Warszawa, Polska – Estonia 1:0 (0:0) MT Engel
3. 2002-08-21 Szczecin, Polska – Belgia 1:1 (0:0) MT Zbigniew Boniek
4. 2003-11-16 Płock, Polska – Jugosławia 4:3 (2:0) MT Janas
5. 2004-08-18 Poznań, Polska – Dania 1:5 (0:2) MT Janas
6. 2004-09-04 Belfast, Irlandia Północna – Polska 0:3 (0:2) EMŚ 2006 Janas
7. 2004-09-08 Chorzów, Polska – Anglia 1:2 (0:1) EMŚ 2006 Janas
8. 2004-10-13 Cardiff, Walia – Polska 2:3 (0:0) EMŚ 2006 Janas
9. 2005-02-09 Grodzisk Wielkopolski, Polska – Białoruś 1:3 (0:1) MT Janas
10. 2005-03-30 Warszawa, Polska – Irlandia Płn. 1:0 (0:0) EMŚ 2006 Janas
11. 2005-05-29 Szczecin, Polska – Albania 1:0 (0:0) MT Janas
12. 2005-06-04 Baku, Azerbejdżan – Polska 0:3 (0:1) EMŚ 2006 Janas
13. 2005-09-03 Chorzów, Polska – Austria 3:2 (2:0) EMŚ 2006 Janas
14. 2005-09-07 Warszawa, Polska – Walia 1:0 (0:0) EMŚ 2006 Janas
15. 2007-03-28 Kielce, Polska – Armenia 1:0 (1:0) EME 2008 Beenhakker
16. 2008-05-27 Reutlingen, Albania – Polska 0:1 (0:1) MT Beenhakker

## 16 bramek
Józef Nawrot – 16.8.19

MT 16.8
1. 1930-10-26 Warszawa, Polska – Łotwa 6:0 (3:0) – 4 MT Stefan Loth
2. 1931-08-23 Warszawa, Polska – Rumunia 2:3 (0:2) MT Loth
3. 1932-05-29 Zagrzeb, Jugosławia – Polska 0:3 (0:0) – 2 MT Kałuża
4. 1932-07-10 Warszawa, Polska – Szwecja 2:0 (1:0) MT Kałuża
5. 1932-10-02 Bukareszt, Rumunia – Polska 0:5 (0:4) – 3 MT Kałuża
6. 1933-09-10 Warszawa, Polska – Jugosławia 4:3 (1:2) – 2 MT Kałuża
7. 1934-05-21 Kopenhaga, Dania – Polska 4:2 (2:0) – 2 MT Kałuża
8. 1934-05-23 Sztokholm, Szwecja – Polska 4:2 (2:1) MT Kałuża

Robert Gadocha – 16.14.62

MT 6.5; EME 5.5; IO 3.2; EMŚ 2.2
1. 1968-10-20 Szczecin, Polska – NRD 1:1 (1:0) MT Koncewicz
2. 1970-10-10 Chorzów, Polska – Albania 3:0 (1:0) EME 1972 Koncewicz
3. 1971-09-22 Kraków, Polska – Turcja 5:1 (1:0) EME 1972 Górski
4. 1971-10-10 Warszawa, Polska – RFN 1:3 (1:1) EME 1972 Górski
5. 1972-08-30 Ratyzbona, Polska – Ghana 4:0 (1:0) – 2 IO 1972 Górski
6. 1972-09-08 Norymberga, Polska – Maroko 5:0 (3:0) IO 1972 Górski
7. 1972-10-15 Warszawa, Polska – Czechosłowacja 3:0 (2:0) MT Górski
8. 1973-06-06 Chorzów, Polska – Anglia 2:0 (1:0) EMŚ 1974 Górski
9. 1973-08-01 Toronto, Kanada – Polska 1:3 (1:0) – 2 MT Górski
10. 1973-08-08 Monterrey, Meksyk – Polska 1:2 (0:0) MT Górski
11. 1973-09-26 Chorzów, Polska – Walia 3:0 (2:0) EMŚ 1974 Górski
12. 1974-10-09 Poznań, Polska – Finlandia 3:0 (2:0) EME 1976 Górski
13. 1974-11-13 Praga, Czechosłowacja – Polska 2:2 (0:1) MT Górski
14. 1975-09-10 Chorzów, Polska – Holandia 4:1 (2:0) EME 1976 Górski

## 15 bramek
Jacek Krzynówek – 15.14.96

MT 5.5; EMŚ 4.4; EME 4.3
1. 2001-02-28 Larnaka, Polska – Szwajcaria 4:0 (2:0) MT Engel
2. 2003-04-30 Bruksela, Belgia – Polska 3:1 (1:0) MT Janas
3. 2003-06-06 Poznań, Polska – Kazachstan 3:0 (1:0) MT Janas
4. 2003-11-12 Warszawa, Polska – Włochy 3:1 (2:1) MT Janas
5. 2004-09-04 Belfast, Irlandia Północna – Polska 0:3 (0:2) EMŚ 2006 Janas
6. 2004-10-09 Wiedeń, Austria – Polska 1:3 (1:1) EMŚ 2006 Janas
7. 2004-10-13 Cardiff, Walia – Polska 2:3 (0:0) EMŚ 2006 Janas
8. 2005-03-26 Warszawa, Polska – Azerbejdżan 8:0 (3:0) EMŚ 2006 Janas
9. 2005-10-07 Warszawa, Polska – Islandia 3:2 (1:2) MT Janas
10. 2007-03-24 Wardzawa, Polska – Azerbejdżan 5:0 (3:0) EME 2008 Beenhakker
11. 2007-06-02 Baku, Azerbejdżan – Polska 1:3 (1:0) – 2 EME 2008 Beenhakker
12. 2007-08-22 Moskwa, Rosja – Polska 2:2 (2:0) MT Beenhakker
13. 2007-09-08 Lizbona, Portugalia – Polska 2:2 (0:1) EME 2008 Beenhakker
14. 2008-06-01 Chorzów, Polska – Dania 1:1 (1:1) MT Beenhakker

## 13 bramek
Andrzej Juskowiak – 13.10.39

MT 2.2; EME 8.7; EMŚ 3.1
1. 1994-05-17 Katowice, Polska – Austria 3:4 (1:2) MT Apostel
2. 1994-10-12 Mielec, Polska – Azerbejdżan 1:0 (1:0) EME 1996 Apostel
3. 1995-03-29 Bukareszt, Rumunia – Polska 2:1 (1:1) EME 1996 Apostel
4. 1995-04-25 Zabrze, Polska – Izrael 4:3 (1:2) EME 1996 Apostel
5. 1995-06-07 Zabrze, Polska – Słowacja 5:0 (1:0) – 2 EME 1996 Apostel
6. 1995-06-29 Recife, Brazylia – Polska 2:1 (1:0) MT Apostel
7. 1995-08-16 Paryż, Francja – Polska 1:1 (0:1) EME 1096 Apostel
8. 1995-10-11 Bratysława, Słowacja – Polska 4:1 (1:1) EME 1996 Apostel
9. 1997-10-07 Kiszyniów, Mołdawia – Polska 0:3 (0:1) – 2 EMŚ 1998 Janusz Wójcik
10. 1998-10-10 Warszawa, Polska – Luksemburg 3:0 (2:0) EME 2000 Wójcik

Włodzimierz Smolarek – 13.11.60

EMŚ 8.6; MŚ 2.2; EME 3.3
1. 1980-12-07 Gżira, Malta – Polska 0:2 (0:0) EMŚ 1982 Kulesza
2. 1981-10-10 Lipsk, NRD – Polska 2:3 (0:2) – 2 EMŚ 1982 Piechniczek
3. 1981-11-15 Wrocław, Polska – Malta 6:0 (1:0) – 2 EMŚ 1982 Piechniczek
4. 1982-06-22 La Coruna, Polska – Peru 5:1 (0:0) MŚ 1982 Piechniczek
5. 1982-09-08 Kuopio, Finlandia – Polska 2:3 (0:2) EME 1984 Piechniczek
6. 1983-04-17 Warszawa, Polska – Finlandia 1:1 (1:1) EME 1984 Piechniczek
7. 1984-10-17 Zabrze, Polska – Grecja 3:1 (0:1) EMŚ 1986 Piechniczek
8. 1984-10-31 Mielec, Polska – Albania 2:2 (1:0) EMŚ 1986 Piechniczek
9. 1985-05-19 Ateny, Grecja – Polska 1:4 (0:1) EMŚ 1986 Piechniczek
10. 1986-06-07 Monterrey, Polska – Portugalia 1:0 (0:0) MŚ 1986 Piechniczek
11. 1987-05-17 Budapeszt, Węgry – Polska 5:3 (1:1) EME 1988 Łazarek

## 12 bramek
Kamil Grosicki – 12.9.57

EME 4.2; MT 5.4; EMŚ 3.3
1. 2014-09-07 Faro, Gibraltar – Polska 0:7 (0:1) – 2 EME 2016 Nawałka
2. 2015-09-07 Warszawa, Polska – Gibraltar 8:1 (4:0) – 2 EME 2016 Nawałka
3. 2015-11-13 Warszawa, Polska – Islandia 4:2 (0:1) – MT Nawałka
4. 2015-11-17 Wrocław, Polska – Czechy 3:1 (2:1) – MT Nawałka
5. 2016-03-26 Wrocław, Polska – Finlandia 5:0 (3:0) – 2 MT Nawałka
6. 2016-11-11 Bukareszt, Rumunia – Polska 0:3 (0:1) – EMŚ 2018 Nawałka
7. 2017-10-05 Erywań, Armenia – Polska 1:6 (1:3) EMŚ 2018 Nawałka
8. 2017-10-08 Warszawa, Polska – Czarnogóra 4:2 (2:0) EMŚ 2018 Nawałka
9. 2018-03-27 Chorzów, Polska – Korea Południowa 2:0 (2:0) MT Nawałka

Arkadiusz Milik – 12.11.40

MT 4.4; EME 6.5; ME 1.1; EMŚ 1.1
1. 2012-12-14 Kundu, Macedonia – Polska 1:4 (0:2) MT Fornalik
2. 2014-06-06 Gdańsk, Polska – Litwa 2:1 (0:1) MT Nawałka
3. 2014-10-11 Warszawa, Polska – Niemcy 2:0 (0:0) EME 2016 Nawałka
4. 2014-10-14 Warszawa, Polska – Szkocja 2:2 (1:1) EME 2016 Nawałka
5. 2014-11-14 Tbilisi, Gruzja – Polska 0:4 (0:0) EME 2016 Nawałka
6. 2014-11-18 Wrocław, Polska – Szwajcaria 2:2 (1:1) MT Nawałka
7. 2015-06-13 Warszawa, Polska – Gruzja 4:0 (0:0) EME 2016 Nawałka
8. 2015-09-07 Warszawa, Polska – Gibraltar 8:1 (4:0) – 2 EME 2016 Nawałka
9. 2015-11-17 Wrocław, Polska – Czechy 3:1 (2:1) MT Nawałka
10. 2016-06-12 Nicea, Polska – Irlandia Północna 1:0 (0:0) ME 2016 Nawałka
11. 2017-09-04 Warszawa, Polska – Kazachstan 3:0 (1:0) EMŚ 2018 Nawałka

## 11 bramek
Eugeniusz Faber – 11.7.36

MT 11.7
1. 1960-09-28 Warszawa, Polska – Francja 2:2 (1:0) MT Krug
2. 1962-09-30 Sofia, Bułgaria – Polska 2:1 (2:1) MT Krug
3. 1963-05-15 Oslo, Norwegia – Polska 2:5 (1:2) – 2 MT Motoczyński
4. 1963-06-02 Chorzów, Polska – Rumunia 1:1 (0:0) MT Motoczyński
5. 1963-09-04 Szczecin, Polska – Norwegia 9:0 (3:0) – 2 MT Motoczyński
6. 1964-05-10 Kraków, Polska – Irlandia 3:1 (1:1) MT Motoczyński
7. 1968-04-24 Chorzów, Polska – Turcja 8:0 (2:0) – 3 MT Koncewicz

Andrzej Iwan – 11.7.29

MT 11.7
1. 1980-06-22 Warszawa, Polska – Irak 3:0 (2:0) MT Kulesza
2. 1980-06-22 Warszawa, Polska – Irak 3:0 (2:0) MT Kulesza
3. 1980-07-02 Santa Cruz, Boliwia – Polska 0:1 (0:0) MT Kulesza
4. 1980-07-09 Bogota, Kolumbia – Polska 1:4 (0:4) – 3 MT Kulesza
5. 1980-11-12 Barcelona, Hiszpania – Polska 1:2 (0:1) – 2 MT Kulesza
6. 1980-11-19 Kraków, Polska – Algieria 5:1 (3:0) – 2 MT Kulesza
7. 1981-05-24 Bydgoszcz, Polska – Irlandia 3:0 (2:0) MT Piechniczek
8. 1983-09-07 Kraków, Polska – Rumunia 2:2 (0:1) MT Piechniczek

Andrzej Jarosik – 11.8.25

EME 1.1; MT 6.4; EMŚ 4.3
1. 1966-10-02 Szczecin, Polska – Luksemburg 4:0 (0:0) EME 1968 Antoni Brzeżańczyk
2. 1966-11-17 Ploeszti, Rumunia – Polska 4:3 (2:0) MT Matyas
3. 1968-05-15 Dublin, Irlandia – Polska 2:2 (0:2) MT Koncewicz
4. 1968-06-09 Oslo, Norwegia – Polska 1:6 (1:3) – 3 MT Koncewicz
5. 1969-09-07 Chorzów, Polska – Holandia 2:1 (0:1) EMŚ 1970 Koncewicz
6. 1969-10-12 Luksemburg, Luksemburg – Polska 1:5 (1:0) EMŚ 1970 Koncewicz
7. 1969-11-09 Warszawa, Polska – Bułgaria 3:0 (1:0) – 2 EMŚ 1970 Koncewicz
8. 1970-05-19 Kopenhaga, Dania – Polska 0:2 (0:1) MT Koncewicz

Radosław Kałużny – 11.9.40

MT 5.5; EMŚ 6.4
1. 1997-02-15 Ayia, Napa Cypr – Polska 2:3 (0:2) MT Piechniczek
2. 1997-02-17 Derynia, Polska – Łotwa 3:2 (0:1) MT Piechniczek
3. 1997-05-22 Solna, Szwecja – Polska 2:2 (2:0) MT Piechniczek
4. 2000-09-04 Kijów, Ukraina – Polska 1:3 (1:2) EMŚ 2002 Engel
5. 2000-10-07 Łódź, Polska – Białoruś 3:1 (1:1) – 3 EMŚ 2002 Engel
6. 2001-04-25 Bydgoszcz, Polska – Szkocja 1:1 (0:0) MT Engel
7. 2001-06-06 Erywań, Armenia – Polska 1:1 (1:1) EMŚ 2002 Engel
8. 2002-02-13 Limassol, Polska – Irlandia Płn. 4:1 (2:1) MT Engel
9. 2004-10-09 Wiedeń, Austria – Polska 1: 3 (1:1) EMŚ 2006 Janas

Wojciech Kowalczyk – 11.10.39

MT 8.7; EMŚ 2.2; EME 1.1
1. 1991-08-21 Gdynia, Polska – Szwecja 2:0 (0:0) MT Strejlau
2. 1992-05-19 Salzburg, Austria – Polska 2:4 (1:2) MT Strejlau
3. 1992-10-14 Rotterdam, Holandia – Polska 2:2 (1:2) EMŚ 1994 Strejlau
4. 1993-10-27 Stambuł, Turcja – Polska 2:1 (0:1) EMŚ 1994 Lesław Ćmikiewicz
5. 1995-04-25 Zabrze, Polska – Izrael 4:3 (1:2) EME 1996 Apostel
6. 1996-05-01 Mielec, Polska – Białoruś 1:1 (1:0) MT Władysław Stachurski
7. 1997-09-24 Olsztyn, Polska – Litwa 2:0 (1:0) MT Wójcik
8. 1998-03-25 Warszawa, Polska – Słowenia 2:0 (1:0) MT Wójcik
9. 1998-11-10 Bratysława, Słowacja – Polska 1:3 (0:0) – 2 MT Wójcik
10. 1999-02-10 Ta’ Qali, Polska – Finlandia 1:1 (1:1) MT Wójcik

Emmanuel Olisadebe – 11.9.25

MT 2.2; EMŚ 8.6; MŚ 1.1
1. 2000-08-16 Bukareszt, Rumunia – Polska 1:1 (1:0) MT Engel
2. 2000-09-04 Kijów, Ukraina – Polska 1:3 (1:2) – 2 EMŚ 2002 Engel
3. 2001-02-28 Larnaka, Polska – Szwajcaria 4:0 (2:0) MT Engel
4. 2001-03-24 Oslo, Norwegia – Polska 2:3 (0:2) – 2 EMŚ 2002 Engel
5. 2001-03-28 Warszawa, Polska – Armenia 4:0 (2:0) EMŚ 2002 Engel
6. 2001-06-02 Cardiff, Walia – Polska 1:2 (1:1) EMŚ 2002 Engel
7. 2001-09-01 Chorzów, Polska – Norwegia 3:0 (1:0) EMŚ 2002 Engel
8. 2001-10-06 Chorzów, Polska – Ukraina 1:1 (1:0) EMŚ 2002 Engel
9. 2002-06-14 Daejeon, Polska – USA 3:1 (2:0) MŚ 2002 Engel

Leonard Piątek – 11.9.17

MT 9.8; EMŚ 2.1
1. 1937-06-23 Warszawa, Polska – Szwecja 3:1 (2:0) MT Kałuża
2. 1937-07-04 Łódź, Polska – Rumunia 2:4 (2:3) MT Kałuża
3. 1937-09-25 Warszawa, Polska – Jugosławia 4:0 (2:0) – 2 EMŚ 1938 Kałuża
4. 1938-03-13 Zurych, Szwajcaria – Polska 3:3 (1:1) MT Kałuża
5. 1938-05-22 Warszawa, Polska – Irlandia 6:0 (3:0) – 2 MT Kałuża
6. 1938-09-25 Warszawa, Polska – Jugosławia 4:4 (2:1) Kałuża
7. 1938-11-13 Dublin, Irlandia – Polska 3:2 (2:1) MT Kałuża
8. 1939-06-04 Warszawa, Polska – Szwajcaria 1:1 (1:0) MT Kałuża
9. 1939-08-27 Warszawa, Polska – Węgry 4:2 (1:2) MT Kałuża

Wawrzyniec Staliński – 11.7.13

MT 11.7
1. 1923-09-23 Helsinki, Finlandia – Polska 5:3 (3:1) – 2 MT Kazimierz Glabisz
2. 1923-09-25 Tallinn, Estonia – Polska 1:4 (0:2) MT Glabisz
3. 1923-11-01 Kraków, Polska – Szwecja 2:2 (1:1) – 2 MT Glabisz
4. 1925-08-30 Helsinki, Finlandia – Polska 2:2 (1:0) MT Tadeusz Synowiec
5. 1926-08-08 Poznań, Polska – Finlandia 7:1 (3:1) – 3 MT Synowiec
6. 1926-08-20 Budapeszt, Węgry – Polska 4:1 (3:0) MT Synowiec
7. 1928-07-01 Katowice, Polska – Szwecja 2:1 (1:1) MT Loth

## 10 bramek
Tomasz Frankowski – 10.7.22

MT 3.2; EMŚ 7.5
1. 2000-11-15 Warszawa, Polska – Islandia 1:0 (0:0) MT Engel
2. 2004-10-09 Wiedeń, Austria – Polska 1: 3 (1:1) EMŚ 2006 Janas
3. 2004-10-13 Cardiff, Walia – Polska 2:3 (0:0) EMŚ 2006 Janas
4. 2005-03-26 Warszawa, Polska – Azerbejdżan 8:0 (3:0) – 3 EMŚ 2006 Janas
5. 2005-06-04 Baku, Azerbejdżan – Polska 0:3 (0:1) EMŚ 2006 Janas
6. 2005-08-15 Kijów, Polska – Serbia i Czarnogóra 3:2 (3:1) – 3 MT Janas
7. 2005-10-12 Manchester, Anglia – Polska 2:1 (1:1) EMŚ 2006 Janas

Jan Furtok – 10.8.36

MT 8.6; EME 1.1; EMŚ 1.1
1. 1985-12-11 Adana, Turcja – Polska 1:1 (0:1) MT Piechniczek
2. 1987-03-18 Rybnik, Polska – Finlandia 3:1 (2:0) MT Łazarek
3. 1987-03-24 Wrocław, Polska – Norwegia 4:1 (3:1) MT Łazarek
4. 1988-08-24 Białystok, Polska – Bułgaria 3:2 (1:0) MT Łazarek
5. 1988-09-21 Cottbus, NRD – Polska 1:2 (1:0) – 2 MT Łazarek
6. 1989-05-02 Oslo, Norwegia – Polska 0:3 (0:1) – 2 MT Łazarek
7. 1991-10-16 Poznań, Polska – Irlandia 3:3 (0:1) EME 1992 Strejlau
8. 1993-04-28 Łódź, Polska – San Marino 1:0 (0:0) EMŚ 1994 Strejlau

Paweł Kryszałowicz – 10.6.33

MT 7.3; EMŚ 2.2; MŚ 1.1
1. 2000-06-04 Lozanna, Holandia – Polska 3:1 (1:1) MT Engel
2. 2001-06-02 Cardiff, Walia – Polska 1:2 (1:1) EMŚ 2002 Engel
3. 2001-09-01 Chorzów, Polska – Norwegia 3:0 (1:0) EMŚ 2002 Engel
4. 2002-02-13 Limassol, Polska – Irlandia Północna 4:1 (2:1) – 2 MT Engel
5. 2002-06-14 Daejeon, Polska – USA 3:1 (2:0) MŚ 2002 Engel
6. 2004-02-21 San Fernando, Polska – Wyspy Owcze 6:0 (4:0) – 4 MT Janas

Marek Leśniak – 10.7.20

MT 5.3; EME 2.2; EMŚ 3.2
1. 1987-03-18 Rybnik, Polska – Finlandia 3:1 (2:0) MT Łazarek
2. 1987-09-02 Bydgoszcz, Polska – Rumunia 3:1 (3:0) – 2 MT Łazarek
3. 1987-09-23 Warszawa, Polska – Węgry 3:2 (1:1) EME 1988 Łazarek
4. 1987-11-11 Limassol, Cypr – Polska 0:1 (0:0) EME 1988 Łazarek
5. 1993-04-13 Radom, Polska – Finlandia 2:1 (1:0) – 2 MT Strejlau
6. 1993-05-19 Serravalle, San Marino – Polska 0:3 (0:0) – 2 EMŚ 1994 Strejlau
7. 1993-11-17 Poznań, Polska – Holandia 1:3 (1:1) EMŚ 1994 Ćmikiewicz

Joachim Marx – 10.6.23

MT 9.5; EIO 1.1
1. 1969-08-27 Łódź, Polska – Norwegia 6:1 (5:1) – 2 MT Koncewicz
2. 1970-09-02 Warszawa, Polska – Dania 5:0 (2:0) – 3 MT Koncewicz
3. 1972-05-07 Warszawa, Polska – Bułgaria 3:0 (1:0) EIO 1972 Górski
4. 1975-05-28 Halle, NRD – Polska 1:2 (0:0) MT Górski
5. 1975-07-06 Montreal, Kanada – Polska 1:8 (0:2) MT Górski
6. 1975-10-08 Łódź, Polska – Węgry 4:2 (3:1) – 2 MT Górski

Zygfryd Szołtysik – 10.9.46

MT 7.6; EME 2.2; IO 1.1
1. 1963-09-04 Szczecin, Polska – Norwegia 9:0 (3:0) – 2 MT Motoczyński
2. 1964-05-10 Kraków, Polska – Irlandia 3:1 (1:1) MT Motoczyński
3. 1967-05-21 Chorzów, Polska – Belgia 3:1 (2:0) EME 1968 Matyas
4. 1970-05-06 Poznań, Polska – Irlandia 2:1 (2:0) MT Koncewicz
5. 1970-07-22 Szczecin, Polska – Irak 2:0 (0:0) MT Koncewicz
6. 1970-09-23 Dublin, Irlandia – Polska 0:2 (0:2) MT Koncewicz
7. 1970-10-10 Chorzów, Polska – Albania 3:0 (1:0) EME 1972 Koncewicz
8. 1971-05-05 Lozanna, Szwajcaria – Polska 2:4 (1:1) MT Górski
9. 1972-09-05 Augsburg, Polska – ZSRR 2:1 (0:1) IO 1972 Górski

## 9 bramek
Paweł Brożek – 9.8.38

MT 6.5; EMŚ 3.3
1. 2005-04-27 Chicago, Polska – Meksyk 1:1 (0:0) MT Janas
2. 2008-10-11 Chorzów, Polska – Czechy 2:1 (1:0) EMŚ 2010 Beenhakker
3. 2009-02-07 Faro, Litwa – Polska 1:1 (1:1) EMŚ 2010 Beenhakker
4. 2010-12-10 Kundu, Bośnia i Hercegowina – Polska 2:2 (1:1) – 2 MT Smuda
5. 2011-06-05 Warszawa, Polska – Argentyna 2:1 (1:0) MT Smuda
6. 2011-09-02 Warszawa, Polska – Meksyk 1:1 (1:1) MT Smuda
7. 2011-11-15 Poznań, Polska – Węgry 2:1 (1:0) MT Smuda
8. 2014-01-20 Abu Zabi, Polska – Mołdawia 1:0 (1:0) MT Nawałka

Ryszard Tarasiewicz – 9.9.58

MT 5.5; EME 2.2; EMŚ 2.2
1. 1984-08-29 Drammen, Norwegia – Polska 1:1 (0:0) MT Piechniczek
2. 1986-10-07 Bydgoszcz, Polska – Korea Północna 2:2 (1:0) MT Łazarek
3. 1987-09-23 Warszawa, Polska – Węgry 3:2 (1:1) EME 1988 Łazarek
4. 1987-10-27 Bratysława, Czechosłowacja – Polska 3:1 (1:0) MT Łazarek
5. 1998-07-15 Toronto, Kanada – Polska 1:2 (0:0) MT Łazarek
6. 1989-04-12 Warszawa, Polska – Rumunia 2:1 (1:0) MT Łazarek
7. 1989-05-07 Solna, Szwecja – Polska 2:1 (0:0) EMŚ 1990 Łazarek
8. 1989-11-15 Tirana, Albania – Polska 1:2 (0:1) EMŚ 1990 Strejlau
9. 1991-04-17 Warszawa, Polska – Turcja 3:0 (0:0) EME 1992 Strejlau

Krzysztof Warzycha – 9.8.50

```
EMŚ 3.3; MT 6.5
```

1. 1988-10-19 Chorzów, Polska – Albania 1:0 (0:0) EMŚ 1990 Łazarek
2. 1989-02 08 San Jose, Kostaryka – Polska 2:4 (1:3) – 2 MT Łazarek
3. 1989-02-12 Gwatemala, Gwatemala – Polska 0:1 (0:0) MT Łazarek
4. 1992-05-19 Salzburg, Austria – Polska 2:4 (1:2) MT Strejlau
5. 1992-05-27 Jastrzębie, Polska – Czechosłowacja 1:0 (1:0) MT Strejlau
6. 1993-05-19 Serravalle, San Marino – Polska 0:3 (0:0) EMŚ 1994 Strejlau
7. 1996-08-27 Bełchatów, Polska – Cypr 2:2 (0:0) MT Piechniczek
8. 1996-11-10 Katowice, Polska – Mołdawia 2:1 (1:0) EMŚ 1998 Piechniczek

Gerard Wodarz – 9.6.28

MT 8.5; IO 1.1
1. 1934-10-14 Ryga, Łotwa – Polska 2:6 (2:4) – 3 MT Kałuża
2. 1936-08-13 Berlin, Polska – Norwegia 2:3 (2:2) IO 1936 Kałuża
3. 1936-09-06 Belgrad, Jugosławia – Polska 9:3 (5:0) MT Kałuża
4. 1936-09-13 Warszawa, Polska – Niemcy 1:1 (0:1) MT Kałuża
5. 1937-06-23 Warszawa, Polska – Szwecja 3:1 (2:0) MT Kałuża
6. 1938-05-22 Warszawa, Polska – Irlandia 6:0 (3:0) – 2 MT Kałuża

## 8 bramek
Mieczysław Balcer – 8.5.10

MT 8.5
1. 1924-06-29 Łódź, Polska – Turcja 2:0 (2:0) MT Ignacy Rosenstock
2. 1926-09-12 Lwów, Polska – Turcja 6:1 (1:0) MT Synowiec
3. 1926-10-10 Fredrikstad, Norwegia – Polska 3:4 (1:0) – 2 MT Synowiec
4. 1930-10-26 Warszawa, Polska – Łotwa 6:0 (3:0) MT Loth
5. 1931-10-25 Poznań, Polska – Jugosławia 6:3 (5:2) – 3 MT Loth

Mieczysław Batsch – 8.4.11

MT 8.4
1. 1923-09-25 Tallinn, Estonia – Polska 1:4 (0:2) MT Glabisz
2. 1924-05-18 Sztokholm, Szwecja – Polska 5:1 (1:0) MT Adam Obrubański
3. 1926-08-08 Poznań, Polska – Finlandia 7:1 (3:1) – 4 MT Synowiec
4. 1926-09-12 Lwów, Polska – Turcja 6:1 (1:0) – 2 MT Synowiec

Stanisław Hachorek – 8.6.16

MT 5.3; EIO 2.2; IO 1.1
1. 1955-05-29 Bukareszt, Rumunia – Polska 2:2 (1:0) MT Koncewicz
2. 1959-06-21 Wrocław, Polska – Izrael 7:2 (3:1) – 2 MT Krug
3. 1959-10-18 Helsinki, Finlandia – Polska 1:3 (0:1) EIO 1960 Krug
4. 1959-11-08 Chorzów, Polska – Finlandia 6:2 (4:2) EIO 1960 Krug
5. 1960-06-26 Chorzów, Polska – Bułgaria 4:0 (2:0) – 2 MT Krug
6. 1960-08-26 Rzym, Polska – Tunezja 6:1 (3:1) IO 1960 Krug

Kazimierz Kmiecik – 8.7.34

```
IO 1.1; MT 7.6
```

1. 1972-09-08 Norymberga, Polska – Maroko 5:0 (3:0) IO 1972 Górski
2. 1973-08-10 San Francisco, USA – Polska 0:4 (0:1) – 2 MT Górski
3. 1975-10-08 Łódź, Polska – Węgry 4:2 (3:1) MT Górski
4. 1976-03-24 Chorzów, Polska – Argentyna 1:2 (0:0) MT Górski
5. 1977-08-24 Wiedeń, Austria – Polska 2:1 (2:0) MT Gmoch
6. 1979-08-19 Słupsk, Polska – Libia 5:0 (1:0) MT Kulesza
7. 1980-06-22 Warszawa, Polska – Irak 3:0 (2:0) MT Kulesza

Jan Liberda – 8.6.35

MT 7.5; EME 1.1
1. 1959-06-21 Wrocław, Polska – Izrael 7:2 (3:1) – 2 MT Krug
2. 1964-10-07 Solna, Szwecja – Polska 3:3 (2:3) – 2 MT Motoczyński
3. 1966-06-05 Belo Horizonte, Brazylia – Polska 4:1 (2:1) MT Brzeżańczyk
4. 1966-06-08 Rio de Janeiro, Brazylia – Polska 2:1 (2:0) MT Brzeżańczyk
5. 1966-06-11 Buenos Aires, Argentyna – Polska 1:1 (1:0) MT Brzeżańczyk
6. 1966-10-02 Szczecin, Polska – Luksemburg 4:0 (0:0) EME 1968 Brzeżańczyk

Sebastian Mila – 8.8.38

MT 6.6; EME 2.2
1. 2003-12-11 Ta’ Qali, Malta – Polska 0:4 (0:0) MT Janas
2. 2003-12-14 Ta’ Qali, Polska – Litwa 3:1 (2:1) MT Janas
3. 2004-02-18 San Fernando, Polska – Słowenia 2:0 (1:0) MT Janas
4. 2005-11-13 Barcelona, Polska – Ekwador 3:0 (1:0) MT Janas]
5. 2005-11-16 Ostrowiec Świętokrzyski, Polska – Estonia 3:1 (1:0) MT Janas
6. 2006-05-14 Wronki, Polska – Wyspy Owcze 4:0 (1:0) MT Janas
7. 2014-10-11 Warszawa, Polska – Niemcy 2:0 (0:0) EME 2016 Nawałka
8. 2014-11-14 Tbilisi, Gruzja – Polska 0:4 (0:0) EME 2016 Nawałka

Grzegorz Rasiak – 8.6.37

MT 8.6
1. 2003-02-14 Split, Polska – Macedonia 3:0 (3:0) MT Janas
2. 2003-11-16 Płock, Polska – Jugosławia 4:3 (2:0) MT Janas
3. 2003-12-14 Ta’ Qali, Polska – Litwa 3:1 (2:1) MT Janas
4. 2005-08-15 Kijów, Polska – Serbia i Czarnogóra 3:2 (3:1) MT Janas
5. 2005-08-17 Kijów, Polska – Izrael 3:2 (1:1) – 2 MT Janas
6. 2006-05-14 Wronki, Polska – Wyspy Owcze 4:0 (1:0) – 2 MT Janas

Mirosław Trzeciak – 8.8.22

MT 6.6; EMŚ 1.1; EME 1.1
1. 1991-08-21 Gdynia, Polska – Szwecja 2:0 (0:0) MT Strejlau
2. 1997-06-14 Katowice, Polska – Gruzja 4:1 (2:1) EMŚ 1998 Krzysztof Pawlak
3. 1998-05-27 Chorzów, Polska – Rosja 3:1 (1:1) MT Wójcik
4. 1998-07-15 Kijów, Ukraina – Polska 1:2 (0:1) MT Wójcik
5. 1998-08-18 Kraków, Polska – Izrael 2:0 (1:0) MT Wójcik
6. 1998-10-10 Warszawa, Polska – Luksemburg 3:0 (2:0) EME 2000 Wójcik
7. 1999-03-03 Warszawa, Polska – Armenia 1:0 (1:0) MT Wójcik
8. 1999-04-28 Warszawa, Polska – Czechy 2:1 (1:0) MT Wójcik

Jacek Ziober – 8.7.46

MT 7.6; EMŚ 1.1
1. 1989-09-05 Warszawa, Polska – Grecja 3:0 (3:0) MT Strejlau
2. 1989-11-15 Tirana, Albania – Polska 1:2 (0:1) EMŚ 1990 Strejlau
3. 1990-02-02 Teheran, Iran – Polska 0:2 (0:1) – 2 MT Strejlau
4. 1990-05-09 Hershey, USA – Polska 3:1 (1:1) MT Strejlau
5. 1990-06-06 Bruksela, Belgia – Polska 1:1 (0:1) MT Strejlau
6. 1990-10-10 Warszawa, Polska – USA 2:3 (0:3) MT Strejlau
7. 1991-09-11 Eindhoven, Holandia – Polska 1:1 (0:0) MT Strejlau

## 7 bramek
Jan Banaś – 7.6.31

MT 4.4; EME 1.1; EIO 2.1
1. 1964-09-27 Stambuł, Turcja – Polska 2:3 (1:2) MT Motoczyński
2. 1970-07-22 Szczecin, Polska – Irak 2:0 (0:0) MT Koncewicz
3. 1971-05-05 Lozanna, Szwajcaria – Polska 2:4 (1:1) MT Górski
4. 1971-05-12 Tirana, Albania – Polska 1:1 (1:1) EME 1972 Górski
5. 1972-05-07 Warszawa, Polska – Bułgaria 3:0 (1:0) – 2 EIO 1972 Górski

Józef Kałuża – 7.5.16

MT 7.5
1. 1922-10-01 Zagrzeb, Jugosławia – Polska 1:3 (1:1) – 2 MT Edward Cetnarowski
2. 1923-06-03 Kraków, Polska – Jugosławia 1:2 (0:1) MT Glabisz
3. 1925-08-30 Helsinki, Finlandia – Polska 2:2 (1:0) MT Synowiec
4. 1926-10-10 Fredrikstad, Norwegia – Polska 3:4 (1:0) – 2 MT Synowiec
5. 1927-06-19 Bukareszt, Rumunia – Polska 3:3 (2:0) MT Synowiec

Roman Lentner – 7.7.32

MT 6.6; EMŚ 1.1
1. 1958-05-25 Kopenhaga, Dania – Polska 3:2 (3:1) MT Reyman
2. 1960-06-26 Chorzów, Polska – Bułgaria 4:0 (2:0) MT Krug
3. 1961-10-22 Wrocław, Polska – NRD 3:1 (0:0) MT Krug
4. 1962-04-11 Paryż, Francja – Polska 1:3 (1:2) MT Krug
5. 1962-05-23 Warszawa, Polska – Belgia 2:0 (1:0) MT Krug
6. 1962-10-28 Bratysława, Czechosłowacja – Polska 2:1 (2:0) MT Krug
7. 1965-05-23 Chorzów, Polska – Szkocja 1:1 (0:0) EMŚ 1966 Motoczyński

Radosław Matusiak – 7.7.15

EME 3.3 MT 4.4
1. 2006-09-06 Warszawa, Polska – Serbia 1:1 (1:0) EME 2008 Beenhakker
2. 2006-11-15 Bruksela, Belgia – Polska 0:1 (0:1) EME 2008 Beenhakker
3. 2006-12-06 Abu Zabi, ZEA – Polska 2:5 (1:2) MT Beenhakker
4. 2007-07-02 Jerez de la Frontera, Polska – Słowacja 2:2 (0:2) MT [Beenhakker
5. 2007-10-10 Belgrad, Serbia – Polska 2:2 (0:1) EME 2008 Beenhakker
6. 2008-02-27 Wronki, Polska – Estonia 2:0 (1:0) MT Beenhakker
7. 2008-05-26 Reutlingen, Polska – Macedonia 1:1 (1:0) MT Beenhakker

Michał Matyas – 7.6.18
MT – 7.6
1. 1932-10-02 Bukareszt, Rumunia – Polska 0:5 (0:4) MT Kałuża
2. 1935-05-12 Wiedeń, Austria – Polska 5:2 (3:1) – 2 MT Kałuża
3. 1935-08-18 Katowice, Polska – Jugosławia 2:3 (2:0) MT Kałuża
4. 1935-10-06 Warszawa, Polska – Austria 1:0 (1:0) MT Kałuża
5. 1936-09-06 Ryga, Łotwa – Polska 3:3 (0:2) MT Kałuża
6. 1937-07-04 Łódź, Polska – Rumunia 2:4 (2:3) MT Kałuża

Andrzej Pałasz – 7.6.34

MT 6.5; EMŚ 1.1
1. 1980-02-27 Bagdad, Irak – Polska 1:1 (1:1) MT Kulesza
2. 1981-11-18 Łódź, Polska – Hiszpania 2:3 (0:1) MT Piechniczek
3. 1984-09-12 Helsinki, Finlandia – Polska 0:2 (0:1) MT Piechniczek
4. 1984-10-31 Mielec, Polska – Albania 2:2 (1:0) EMŚ 1986 Piechniczek
5. 1985-02-10 Bogota, Kolumbia – Polska 1:2 (1:2) – 2 MT Piechniczek
6. 1985-04-17 Opole, Polska – Finlandia 2:1 (0:0) MT Piechniczek

Stanisław Terlecki – 7.6.29

EMŚ 2.2; MT 3.3; EME 2.1
1. 1976-10-31 Warszawa, Polska – Cypr 5:0 (3:0) EMŚ 1978 Gmoch
2. 1977-05-15 Limassol, Cypr – Polska 1:3 (1:2) EMŚ 1978 Gmoch
3. 1979-08-19 Słupsk, Polska – Libia 5:0 (1:0) MT Kulesza
4. 1979-08-29 Warszawa, Polska – Rumunia 3:0 (1:0) MT Kulesza
5. 1979-09-12 Lozanna, Szwajcaria – Polska 0:2 (0:1) – 2 EME 1980 Kulesza
6. 1980-07-09 Bogota, Kolumbia – Polska 1:4 (0:4) MT Kulesza

Jan Urban – 7.7.57

MT 5.5; EME 2.2
1. 1987-03-18 Rybnik, Polska – Finlandia 3:1 (2:0) MT Łazarek
2. 1987-03-24 Wrocław, Polska – Norwegia 4:1 (3:1) MT Łazarek
3. 1989-02 08 San Jose, Kostaryka – Polska 2:4 (1:3) MT Łazarek
4. 1989-04-12 Warszawa, Polska – Rumunia 2:1 (1:0) MT Łazarek
5. 1991-04-17 Warszawa, Polska – Turcja 3:0 (0:0) EME 1992 Strejlau
6. 1991-08-14 Poznań, Polska – Francja 1:5 (1:2) MT Strejlau
7. 1991-10-16 Poznań, Polska – Irlandia 3:3 (0:1) EME 1992 Strejlau

Robert Warzycha – 7.6.47

MT 7.6
1. 1988-05-22 Dublin, Irlandia – Polska 3:1 (3:0) MT Łazarek
2. 1989-09-05 Warszawa, Polska – Grecja 3:0 (3:0) MT Strejlau
3. 1990-05-21 Marsylia, Polska – Emiraty Arabskie 4:0 (2:0) – 2 MT Strejlau
4. 1990-09-26 Bukareszt, Rumunia – Polska 2:1 (1:0) MT Strejlau
5. 1991-02-05 Belfast, Irlandia Północna – Polska 3:1 (1:1) MT Strejlau
6. 1993-03-17 Ribeirao, Brazylia – Polska 2:2 (2:1) MT Strejlau

Janusz Żmijewski – 7.4.15

EME 3.1; MT 4.3
1. 1967-10-08 Bruksela, Belgia – Polska 2:4 (2:2) – 3 EME 1968 Matyas
2. 1968-04-24 Chorzów, Polska – Turcja 8:0 (2:0) MT Koncewicz
3. 1968-06-09 Oslo, Norwegia – Polska 1:6 (1:3) – 2 MT Koncewicz
4. 1968-06-20 Warszawa, Polska – Brazylia 3:6 (2:2) MT Koncewicz

## 6 bramek
Andrzej Buncol – 6.6.51

EMŚ 2.2; MT 3.3; MŚ 1.1
1. 1981-05-02 Chorzów, Polska – NRD 1:0 (0:0) EMŚ 1982 Piechniczek
2. 1981-10-28 Buenos Aires, Argentyna – Polska 1:2 (0:1) MT Piechniczek
3. 1981-11-15 Wrocław, Polska – Malta 6:0 (1:0) EMŚ 1982 Piechniczek
4. 1982-06-22 La Coruna, Polska – Peru 5:1 (0:0) MŚ 1982 Piechniczek
5. 1982-08-31 Paryż, Francja – Polska 0:4 (0:1) MT Piechniczek
6. 1984-01-17 Kalkuta, Polska – Argentyna 1:1 (0:0) MT Piechniczek

Jerzy Gorgoń – 6.5.55

IO 2.1; MT 3.3; MŚ 1.1
1. 1972-09-01 Norymberga, Polska – NRD 2:1 (1:1) – 2 IO 1972 Górski
2. 1973-08-01 Toronto, Kanada – Polska 1:3 (1:0) MT Górski
3. 1973-08-05 Los Angeles, Polska – Meksyk 1:0 (0:0) MT Górski
4. 1973-08-08 Monterrey, Meksyk – Polska 1:2 (0:0) MT Górski
5. 1974-06-19 Monachium, Polska – Haiti 7:0 (5:0) – MŚ Górski

Tomasz Hajto – 6.5.62

MT 5.4; EME 1.1
1. 1998-05-27 Chorzów, Polska – Rosja 3:1 (1:1) – 2 MT Wójcik
2. 1999-06-04 Warszawa, Polska – Bułgaria 2:0 (1:0) EME 2000 Wójcik
3. 1999-08-18 Warszawa, Polska – Hiszpania 1:2 (1:0) MT Wójcik
4. 2001-02-28 Larnaka, Polska – Szwajcaria 4:0 (2:0) MT Engel
5. 2002-04-17 Bydgoszcz, Polska – Rumunia 1:2 (0:2) MT Engel

Henryk Kempny – 6.5.16

MT 6.5
1. 1955-09-11 Helsinki, Finlandia – Polska 1:3 (0:0) MT Koncewicz
2. 1956-07-15 Budapeszt, Węgry – Polska 4:1 (1:1) MT Koncewicz
3. 1956-10-28 Warszawa, Polska – Norwegia 5:3 (4:0) MT Krug
4. 1956-11-04 Kraków, Polska – Finlandia 5:0 (2:0) – 2 MT Krug
5. 1958-06-28 Rostock, NRD – Polska 1:1 (1:0) MT Reyman

Tomasz Kłos – 6.6.69

MT 4.4; EME 1.1; EMŚ 1.1
1. 1999-02-03 Ta’ Qali, Malta – Polska 0:1 (0:0) MT Wójcik
2. 2003-09-06 Ryga, Łotwa – Polska 0:2 (0:2) EME 2004 Janas
3. 2003-11-12 Warszawa, Polska – Włochy 3:1 (2:1) MT Janas
4. 2004-02-21 San Fernando, Polska – Wyspy Owcze 6:0 (4:0) MT Janas
5. 2005-06-04 Baku, Azerbejdżan – Polska 0:3 (0:1) EMŚ 2006 Janas
6. 2005-11-13 Barcelona, Polska – Ekwador 3:0 (1:0) MT Janas

Mariusz Lewandowski – 6.6.66

MT 3.3; EME 1.1; EMŚ 2.2
1. 2005-11-16 Ostrowiec Świętokrzyski, Polska – Estonia 3:1 (1:0) MT Janas
2. 2007-09-08 Lizbona, Portugalia – Polska 2:2 (0:1) EME 2008 Beenhakker
3. 2008-02-06 Larnaka, Polska – Czechy 2:0 (1:0) MT Beenhakker
4. 2008-11-19 Dublin, Irlandia – Polska 2:3 (0:1) MT Beenhakker
5. 2009-04-01 Kielce, Polska – San Marino 10:0 (4:0) EMŚ 2010 Beenhakker
6. 2009-09-05 Chorzów, Polska – Irlandia Północna 1:1 (0:1) EMŚ 2010 Beenhakker

Ludovic Obraniak – 6.5.32

MT 6.5
1. 2008-08-12 Bydgoszcz, Polska – Grecja 2:0 (0:0)– 2 MT Beenhakker
2. 2010-10-12 Montreal, Ekwador – Polska 2:2 (1:0) MT Smuda
3. 2010-11-17 Poznań, Polska – Wybrzeże Kości Słoniowej 3:1 (1:1) MT Smuda
4. 2012-06-02 Warszawa, Polska – Andora 4:0 (3:0) MT Smuda
5. 2012-11-14 Gdańsk, Polska – Urugwaj 1:3 (0:2) MT Fornalik

Roman Ogaza – 6.4.21

EME 3.2; MT 3.2
1. 1978-11-15 Wrocław, Polska – Szwajcaria 2:0 (1:0) EME 1980 Kulesza
2. 1979-02-18 Tunis, Tunezja – Polska 0:2 (0:0) – 2 MT Kulesza
3. 1979-10-10 Kraków, Polska – Islandia 2:0 (0:0) – 2 EME 1980 Kulesza
4. 1981-05-24 Bydgoszcz, Polska – Irlandia 3:0 (2:0) MT Piechniczek

Teodor Peterek – 6.5.9

MT 5.4; IO 1.1
1. 1934-10-14 Ryga, Łotwa – Polska 2:6 (2:4) MT Kałuża
2. 1935-08-18 Katowice, Polska – Jugosławia 2:3 (2:0) MT Kałuża
3. 1936-08-13 Berlin, Polska – Norwegia 2:3 (2:2) IO 1936 Kałuża
4. 1936-09-06 Belgrad, Jugosławia – Polska 9:3 (5:0) – 2 MT Kałuża
5. 1938-09-18 Chemnitz, Niemcy – Polska 4:1 (1:0) MT Kałuża

Jerzy Sadek – 6.5.18

EMŚ 3.2; MT 2.2; EME 1.1
1. 1965-10-13 Glasgow, Szkocja – Polska 1:2 (1:0) EMŚ 1966 Motoczyński
2. 1965-10-24 Szczecin, Polska – Finlandia 7:0 (6:0) – 2 EMŚ 1966 Motoczyński
3. 1966-01-05 Liverpool, Anglia – Polska 1:1 (0:1) MT Koncewicz
4. 1966-10-02 Szczecin, Polska – Luksemburg 4:0 (0:0) EME 1968 Brzeżańczyk
5. 1968-06-20 Warszawa, Polska – Brazylia 3:6 (2:2) MT Koncewicz

## 5 bramek
Bronisław Bula – 5.5.26

MT 3.3; EMŚ 1.1; EME 1.1
1. 1968-04-24 Chorzów, Polska – Turcja 8:0 (2:0) MT Koncewicz
2. 1969-10-12 Luksemburg, Luksemburg – Polska 1:5 (1:0) EMŚ 1970 Koncewicz
3. 1971-09-22 Kraków, Polska – Turcja 5:1 (1:0) EME 1972 Górski
4. 1975-06-24 Seattle, USA – Polska 0:4 (0:2) MT Górski
5. 1975-07-06 Montreal, Kanada – Polska 1:8 (0:2) MT Górski

Józef Gałeczka – 5.4.18

MT 5.4
1. 1963-05-15 Oslo, Norwegia – Polska 2:5 (1:2) MT Motoczyński
2. 1963-05-22 Warszawa, Polska – Grecja 4:0 (3:0) – 2 MT Motoczyński
3. 1963-09-04 Szczecin, Polska – Norwegia 9:0 (3:0) MT Motoczyński
4. 1966-11-17 Ploeszti, Rumunia – Polska 4:3 (2:0) MT Matyas

Ireneusz Jeleń – 5.5.29

MT 3.3; EMŚ 2.2
1. 2003-12-14 Ta’ Qali, Polska – Litwa 3:1 (2:1) MT Janas
2. 2006-05-31 Chorzów, Polska – Kolumbia 1:2 (0:1) MT Janas
3. 2009-03-28 Belfast, Irlandia Północna – Polska 3:2 (2:1) EMŚ 2010 Beenhakker
4. 2009-04-01 Kielce, Polska – San Marino 10:0 (4:0) EMŚ 2010 Beenhakker
5. 2010-09-04 Łódź, Polska – Ukraina 1:1 (1:0) MT Smuda

Henryk Kasperczak – 5.5.61

MT 4.4; EME 1.1
1. 1973-03-20 Łódź, Polska – USA 4:0 (2:0) MT Górski
2. 1973-08-03 Chicago, USA – Polska 0:1 (0:0) MT Górski
3. 1974-10-09 Poznań, Polska – Finlandia 3:0 (2:0) EME 1976 Górski
4. 1975-10-08 Łódź, Polska – Węgry 4:2 (3:1) MT Górski
5. 1977-06-10 Lima, Peru – Polska 1:3 (0:2) MT Gmoch

Wacław Kuchar – 5.4.23

MT 5.4
1. 1923-09-02 Lwów, Polska – Rumunia 1:1 (1:1) MT Glabisz
2. 1925-11-01 Kraków, Polska – Szwecja 2:6 (1:6) MT Synowiec
3. 1928-06-10 Warszawa, Polska – USA 3:3 (1:0) – 2 MT Tadeusz Kuchar
4. 1928-07-01 Katowice, Polska – Szwecja 2:1 (1:1) MT Loth

Janusz Kupcewicz – 5.4.20

MT 3.2; EME 1.1; EMŚ 1.1
1. 1980-11-19 Kraków, Polska – Algieria 5:1 (3:0) MT Kulesza
2. 1982-07-10 Alicante, Polska – Francja 3:2 (2:1) MŚ 1982 Piechniczek
3. 1982-08-31 Paryż, Francja – Polska 0:4 (0:1) – 2 MT Piechniczek
4. 1982-09-08 Kuopio, Finlandia – Polska 2:3 (0:2) EME 1984 Piechniczek

Andrzej Niedzielan – 5.4.17

MT 3.3; EME 2.1
1. 2003-02-14 Split, Polska – Macedonia 3:0 (3:0) MT Janas
2. 2003-10-11 Budapeszt, Węgry – Polska 1:2 (0:1) – 2 EME 2004 Janas
3. 2003-11-16 Płock, Polska – Jugosławia 4:3 (2:0) MT Janas
4. 2004-02-18 San Fernando, Polska – Słowenia 2:0 (1:0) MT Janas

Waldemar Prusik – 5.5.49

MT 5.5
1. 1985-02-06 Queretaro, Polska – Bułgaria 2:2 (2:2) MT Piechniczek
2. 1985-09-04 Brno, Czechosłowacja – Polska 3:1 (1:0) MT Piechniczek
3. 1987-03-24 Wrocław, Polska – Norwegia 4:1 (3:1) MT Łazarek
4. 1987-08-19 Lubin, Polska – NRD 2:0 (1:0) MT Łazarek
5. 1988-02-10 Tel Awiw, Izrael – Polska 1:3 (1:1) MT Łazarek

Henryk Reyman – 5.4.9

MT 5.4
1. 1924-06-29 Łódź, Polska – Turcja 2:0 (2:0) MT Rosenstock
2. 1924-08-10 Warszawa, Polska – Finlandia 1:0 (0:0) MT Obrubański
3. 1928-10-27 Praga, Czechosłowacja – Polska 3:2 (2:0) – 2 MT Loth
4. 1931-07-05 Ryga, Łotwa – Polska 0:5 (0:4) MT Loth

Marek Saganowski – 5.4.35

EMŚ 4.3; MT 1.1
1. 2005-04-26 Warszawa, Polska – Azerbejdżan 8:0 (3:0) – 2 EMŚ 2006 Janas
2. 2006-05-14 Wronki, Polska – Wyspy Owcze 4:0 (1:0) MT Janas
3. 2009-03-28 Belfast, Irlandia Północna – Polska 3:2 (1:1) EMŚ 2010 Beenhakker
4. 2009-04-01 Kielce, Polska – San Marino 10:0 (4:0) EMŚ 2010 Beenhakker

Piotr Zieliński – 5.4.33

MT 3.3; EMŚ 2.1
1. 2013-08-14 Gdańsk, Polska – Dania 3:2 (1:2) MT Fornalik
2. 2013-09-10 Serravalle, San Marino – Polska 1:5 (1:3) – 2 EMŚ 2014 Fornalik
3. 2018-03-27 Chorzów, Polska – Korea Południowa 2:0 (2:0) MT Nawałka
4. 2018-06-08 Poznań, Polska – Chile 2:2 (2:1) MT Nawałka

Marcin Żewłakow – 5.5.26

EMŚ 3.3; MT 1.1; MŚ 1.1
1. 2001-03-28 Warszawa, Polska – Armenia 4:0 (2:0) EMŚ 2002 Engel
2. 2001-09-01 Chorzów, Polska – Norwegia 3:0 (1:0) EMŚ 2002 Engel
3. 2001-09-05 Mińsk, Białoruś – Polska 4:1 (1:0) EMŚ 2002 Engel
4. 2002-02-13 Limassol, Polska – Irlandia Płn. 4:1 (2:1) MT Engel
5. 2002-06-14 Daejeon, Polska – USA 3:1 (2:0) MŚ 2002 Engel

## 4 bramki
Henryk Bałuszyński – 4.4.15

MT 3.3; EMŚ 1.1
1. 1994-05-04 Kraków, Polska – Węgry 3:2 (0:1) MT Apostel
2. 1994-12-10 Rijad, Arabia Saudyjska – Polska 1:2 (1:1) MT Apostel
3. 1996-02-28 Rijeka, Chorwacja – Polska 2:1 (1:1) MT Stachurski
4. 1996-11-10 Katowice, Polska – Mołdawia 2:1 (1:0) EMŚ 1998 Piechniczek

Krzysztof Baran – 4.3.10

MT 4.3
1. 1981-01-27 Tokushima, Japonia – Polska 2:4 (2:2) MT Piechniczek
2. 1981-01-30 Nagoya, Japonia – Polska 1:4 (1:3) MT Piechniczek
3. 1986-02-16 Montevideo, Urugwaj – Polska 2:2 (0:1) – 2 MT Piechniczek

Krzysztof Baszkiewicz – 4.4.20

MT 4.4
1. 1956-11-04 Kraków, Polska – Finlandia 5:0 (2:0) MT Krug
2. 1959-05-20 Hamburg, RFN – Polska 1:1 (0:1) MT Krug
3. 1959-06-21 Wrocław, Polska – Izrael 7:2 (3:1) MT Krug
4. 1960-05-04 Glasgow, Szkocja – Polska 2:3 (1:2) MT Krug

Jerzy Brzęczek – 4.4.42

MT 2.2; EME 2.2
1. 1993-03-17 Ribeirao, Brazylia – Polska 2:2 (2:1) MT Strejlau
2. 1994-05-17 Katowice, Polska – Austria 3:4 (1:2) MT Apostel
3. 1998-10-10 Warszawa, Polska – Luksemburg 3:0 (2:0) EME 2000 Wójcik
4. 1999-03-27 Londyn, Anglia – Polska 3:1 (2:1) EME 2000 Wójcik

Włodzimierz Ciołek – 4.4.29

MT 3.3; MŚ 1.1
1. 1980-10-12 Buenos Aires, Argentyna – Polska 2:1 (1:0) MT Kulesza
2. 1980-11-19 Kraków, Polska – Algieria 5:1 (3:0) MT Kulesza
3. 1982-06-22 La Coruna, Polska – Peru 5:1 (0:0) MŚ 1982 Piechniczek
4. 1983-09-07 Kraków, Polska – Rumunia 2:2 (0:1) MT Piechniczek

Sylwester Czereszewski – 4.3.23

MT 2.2; EME 2.1
1. 1995-03-15 Ostrowiec Świętokrzyski, Polska – Litwa 4:1 (3:0) MT Apostel
2. 1998-07-15 Kijów, Ukraina – Polska 1:2 (0:1) MT Wójcik
3. 1998-09-06 Burgas, Bułgaria – Polska 0:3 (0:2) – 2 EME 2000 Wójcik

Kamil Glik – 4.4.58

MT 1.1; EMŚ 2.2; EME 1.1
1. 2010-01-20 Korat, Tajlandia – Polska 1:3 (0:1) MT Smuda
2. 2012-10-17 Warszawa, Polska – Anglia 1:1 (0:1) EMŚ 2014 Fornalik
3. 2014-11-14 Tbilisi, Gruzja – Polska 0:4 (0:0) EME 2016 Nawałka
4. 2017-09-04 Warszawa, Polska – Kazachstan 3:0 (1:0) EMŚ 2018 Nawałka

Mieczysław Gracz – 4.3.22

MT 4.3
1. 1947-09-14 Solna, Szwecja – Polska 5:4 (3:2) – 2 MT Bergtal
2. 1948-04-18 Warszawa, Polska – Czechosłowacja 3:1 (2:0) MT Alfus
3. 1950-10-22 Warszawa, Polska – Czechosłowacja 1:4 (1:4) MT Szymkowiak

Roger Guerreiro – 4.4.25

ME 1.1; MT 3.3
1. 2008-06-12 Wiedeń, Austria – Polska 1:1 (0:1) ME 2008 Beenhakker
2. 2008-11-19 Dublin, Irlandia – Polska 2:3 (0:1) MT Beenhakker
3. 2009-02-11 Vila Real de Santo António, Walia – Polska 0:1 (0:0) MT Beenhakker
4. 2009-06-09 Kapsztad, Irak – Polska 1:1 (0:0) MT Beenhakker

Tomasz Iwan – 4.4.40

MT 1.1; EME 3.3
1. 1998-03-25 Warszawa, Polska – Słowenia 2:0 (1:0) MT Wójcik
2. 1998-09-06 Burgas, Bułgaria – Polska 0:3 (0:2) EME 2000 Wójcik
3. 1999-06-04 Warszawa, Polska – Bułgaria 2:0 (1:0) EME 2000 Wójcik
4. 1999-06-09 Luksemburg, Luksemburg – Polska 2:3 (0:2) EME 2000 Wójcik

Edward Jankowski – 4.2.10

EMŚ 4.2
1. 1957-07-05 Helsinki, Finlandia – Polska 1:3 (0:1) – 3 EMŚ 1958 Reyman
2. 1957-11-03 Warszawa, Polska – Finlandia 4:0 (2:0) EMŚ 1958 Reyman

Bartosz Karwan – 4.4.22

MT 1.1; EMŚ 2.2; EME 1.1
1. 2001-02-28 Larnaka, Polska – Szwajcaria 4:0 (2:0) MT Engel
2. 2001-03-24 Oslo, Norwegia – Polska 2:3 (0:2) EMŚ 2002 Engel
3. 2001-03-28 Warszawa, Polska – Armenia 4:0 (2:0) EMŚ 2002 Engel
4. 2003-04-02 Ostrowiec Świętokrzyski, Polska – San Marino 5:0 (2:0) EME 2004 Janas

Józef Kohut – 4.4.11

MT 4.4
1. 1948-09-19 Warszawa, Polska – Węgry 2:6 (1:3) MT Alfus
2. 1949-07-10 Debreczyn, Węgry – Polska 8:2 (4:2) MT Szymkowiak
3. 1949-11-06 Warszawa, Polska – Albania 2:1 (1:0) MT Szymkowiak
4. 1953-05-10 Wrocław, Polska – Czechosłowacja 1:1 (0:0) MT Koncewicz

Józef Korbas – 4.2.2

MT 4.2
1. 1937-09-12 Sofia, Bułgaria – Polska 3:3 (2:1) – 3 MT Kałuża
2. 1938-09-25 Warszawa, Polska – Jugosławia 4:4 (2:1) MT Kałuża

Kamil Kosowski – 4.4.46

EME 1.1; MT 1.1; EMŚ 1.1
1. 2003-04-02 Ostrowiec Świętokrzyski, Polska – San Marino 5:0 (2:0) EME 2004 Janas
2. 2003-11-16 Płock, Polska – Serbia i Czarnogóra 4:3 (2:0) MT Janas
3. 2005-03-26 Warszawa, Polska – Azerbejdżan 8:0 (3:0) EMŚ 2006 Janas
4. 2005-09-03 Chorzów, Polska – Austria 3:2 (2:0) EMŚ 2006 Janas

Stefan Majewski – 4.4.40

MT 2.2; EMŚ 1.1: MŚ 1.1
1. 1978-08-30 Helsinki, Finlandia – Polska 0:1 (0:0) MT Gmoch
2. 1981-11-15 Wrocław, Polska – Malta 6:0 (1:0) EMŚ 1982 Piechniczek
3. 1982-07-10 Alicante, Polska – Francja 3:2 (2:1) MŚ 1982 Piechniczek
4. 1983-03-23 Łódź, Polska – Bułgaria 3:1 (1:1) MT Piechniczek

Henryk Martyna – 4.3.23

MT 3.2; EMŚ 1.1
1. 1931-10-25 Poznań, Polska – Jugosławia 6:3 (5:2) MT Loth
2. 1933-10-15 Warszawa, Polska – Czechosłowacja 1:2 (0:1) EMŚ 1934 Kałuża
3. 1934-10-14 Lwów, Polska – Rumunia 3:3 (1:1) MT – 2 Kałuża

Karol Pazurek – 4.4.16

MT 4.4
1. 1927-06-19 Bukareszt, Rumunia – Polska 3:3 (2:0) MT Synowiec
2. 1934-09-09 Warszawa, Polska – Niemcy 2:5 (1:1) MT Kałuża
3. 1934-10-14 Ryga, Łotwa – Polska 2:6 (2:4) MT Kałuża
4. 1935-11-03 Bukareszt, Rumunia – Polska 4:1 (3:1) MT Kałuża

Waldemar Sobota – 4.4.17

MT 3.3; EMŚ 1.1
1. 2011-12-16 Kundu, Bośnia i Hercegowina – Polska 0:1 (0:1) MT Smuda
2. 2012-12-14 Kundu, Macedonia – Polska 1:4 (0:2) MT Fornalik
3. 2013-08-14 Gdańsk, Polska – Dania 3:2 (1:2) MT Fornalik
4. 2013-09-10 Serravalle, San Marino – Polska 1:5 (1:3) EMŚ 2014 Fornalik

Zygmunt Steuermann – 4.2.2

MT 4.2
1. 1926-09-12 Lwów, Polska – Turcja 6:1 (1:0) – 3 MT Synowiec
2. 1928-06-10 Warszawa, Polska – USA 3:3 (1:0) MT Kuchar

Łukasz Teodorczyk – 4.3.17

MT 3.2; EMŚ 1.1
1. 2013-02-02 Malaga, Rumunia – Polska 1:4 (1:4) – 2 MT Fornalik
2. 2013-03-26 Warszawa, Polska – San Marino 5:0 (2:0) EMŚ 2014 Fornalik
3. 2016-11-14 Wrocław, Polska – Słowenia 1:1 (0:1) MT Nawałka

Artur Wichniarek – 4.4.17

MT 3.3; EME 1.1
1. 1999-04-28 Warszawa, Polska – Czechy 2:1 (1:0) MT Wójcik
2. 1999-06-09 Luksemburg, Luksemburg – Polska 2:3 (0:2) EME 2000 Wójcik
3. 2003-06-06 Poznań, Polska – Kazachstan 3:0 (1:0) MT Janas
4. 2003-08-20 Tallinn, Estonia – Polska 1:2 (0:0) MT Janas

Jerzy Wilim – 4.3.8

MT 3.2; EMŚ 1.1
1. 1964-05-10 Kraków, Polska – Irlandia 3:1 (1:1) MT Motoczyński
2. 1969-04-20 Kraków, Polska – Luksemburg 8:1 (3:0) EMŚ 1970 Koncewicz
3. 1969-04-30 Ankara, Turcja – Polska 1:3 (0:2) – 2 MT Koncewicz

Jerzy Wostal – 4.4.10

MT 3.3; EMŚ 1.1
1. 1936-09-06 Ryga, Łotwa – Polska 3:3 (0:2) MT Kałuża
2. 1937-10-10 Warszawa, Polska – Jugosławia 4:0 (2:0) EMŚ 1938 Kałuża
3. 1938-03-13 Zurych, Szwajcaria – Polska 3:3 (1:1) MT Kałuża
4. 1939-05-27 Łódź, Polska – Belgia 3:3 (2:1) MT Kałuża

## 3 bramki
Jacek Bąk – 3.3.96

MT 2.2; EME 1.1
1. 1994-08-17 Radom, Polska – Białoruś 1:1 (1:1) MT Apostel
2. 2003-11-12 Warszawa, Polska – Włochy 3:1 (2:1) MT Janas
3. 2007-03-24 Warszawa, Polska – Azerbejdżan 5:0 (3:0) EME 2008 Beenhakker

Bernard Blaut – 3.3.36

MT 3.3
1. 1963-09-04 Szczecin, Polska – Norwegia 9:0 (3:0) MT Motoczyński
2. 1968-06-20 Warszawa, Polska – Brazylia 3:6 (2:2) MT Koncewicz
3. 1970-10-25 Praga, Czechosłowacja – Polska 2:2 (0:2) MT Koncewicz

Rafał Boguski – 3.2.6

MT 1.1; EMŚ 2.1
1. 2008-12-14 Kundu, Serbia – Polska 0:1 (0:0) MT Beenhakker
2. 2009-04-01 Kielce, Polska – San Marino 10:0 (4:0) – 2 EMŚ 2010 Beenhakker

Józef Ciszewski – 3.2.14

MT 3.2
1. 1930-09-28 Sztokholm, Szwecja – Polska 0:3 (0:2) – 2 MT Loth
2. 1932-05-29 Zagrzeb, Jugosławia – Polska 0:3 (0:0) MT Kałuża

Artur Jędrzejczyk – 3.3.36

MT 3.3
1. 2012-12-14 Kundu, Macedonia – Polska 1:4 (0:2) MT Fornalik
2. 2014-11-18 Wrocław, Polska – Szwajcaria 2:2 (1:1) MT Nawałka
3. 2016-06-01 Gdańsk, Polska – Holandia 1:2 (0:1) MT Nawałka

Bartosz Kapustka – 3.3.14

EME 1.1; MT 1.1; EMŚ 1.1
1. 2015-09-07 Warszawa, Polska – Gibraltar 8:1 (4:0) EME 2016 Nawałka
2. 2015-11-13 Warszawa, Polska – Islandia 4:2 (0:1) MT Nawałka
3. 2016-09-04 Astana, Kazachstan – Polska 2:2 (0:2) EMŚ 2018 Nawałka

Karol Kossok – 3.2.5

MT 3
1. 1931-07-05 Ryga, Łotwa – Polska 0:5 (0:4) – 2 MT Loth
2. 1932-10-02 Warszawa, Polska – Łotwa 2:1 (0:1) MT Kałuża

Paweł Król – 3.2.22

EME 1.1; MT 2.2
1. 1982-10-10 Lizbona, Portugalia – Polska 2:1 (1:0) EME 1984 Piechniczek
2. 1987-03-24 Wrocław, Polska – Norwegia 4:1 (3:1) MT Łazarek
3. 1987-08-19 Lubin, Polska – NRD 2:0 (1:0) MT Łazarek

Cezary Kucharski – 3.3.17

MT 3.3
1. 1997-02-15 Ayia Napa, Cypr – Polska 2:3 (0:2) MT Piechniczek
2. 1997-02-26 Goiania, Brazylia – Polska 4:2 (2:0) MT Piechniczek
3. 1997-09-24 Olsztyn, Polska – Litwa 2:0 (1:0) MT Wójcik

Mariusz Kukiełka – 3.3.20

EME 1.1; MT 2.2
1. 2002-09-07 Serravalle, San Marino – Polska 0:2 (0:0) EME 2004 Boniek
2. 2002-10-16 Ostrowiec Świętokrzyski, Polska – Nowa Zelandia 2:0 (0:0) MT Boniek
3. 2004-02-21 San Fernando, Polska – Wyspy Owcze 6:0 (4:0) MT Janas

Marek Kusto – 3.3.19

MT 2.2; EME 1.1
1. 1974-04-15 Port-au-Prince, Haiti – Polska 1:3 (0:3) MT Górski
2. 1977-11-12 Wrocław, Polska – Szwecja 2:1 (1:1) MT Gmoch
3. 1978-09-06 Rejkiawik, Islandia – Polska 0:2 (0:1) EME 1980 Gmoch

Włodzimierz Mazur – 3.3.23

EMŚ 1.1; MT 1.1; EME 1.1
1. 1977-05-15 Limassol, Cypr – Polska 1:3 (1:2) EMŚ 1978 Gmoch
2. 1978-04-12 Łódź, Polska – Irlandia 3:0 (0:0) MT Gmoch
3. 1979-05-02 Chorzów, Polska – Holandia 2:0 (1:0) EME 1980 Kulesza

Adrian Mierzejewski – 3.3.41

MT 1.1; EMŚ 2.2
1. 2011-06-05 Warszawa, Polska – Argentyna 2:1 (1:0) MT Smuda
2. 2012-09-07 Podgorica, Czarnogóra – Polska 2:2 (2:1) EMŚ 2014 Fornalik
3. 2013-09-10 Serravalle, San Marino – Polska 1:5 (1:3) EMŚ 2014 Fornalik

Piotr Nowak – 3.3.19

MT 1.1; EME 2.2
1. 1990-05-06 Chicago, Polska – Kostaryka 2:0 (1:0) MT Strejlau
2. 1995-04-25 Zabrze, Polska – Izrael 4:3 (1:2) EME 1996 Apostel
3. 1995-06-07 Zabrze, Polska – Słowacja 5:0 (1:0) EME 1996 Apostel

Ryszard Piec – 3.3.21

MT 3.3
1. 1936-02-16 Bruksela, Belgia – Polska 0:2 (0:1) MT Kałuża
2. 1937-09-12 Warszawa, Polska – Dania 3:1 (2:1) MT Kałuża
3. 1938-10-23 Warszawa, Polska – Norwegia 2:2 (0:2) MT Kałuża

Łukasz Piszczek – 3.3.63

EMŚ 3.3
1. 2013-03-22 Warszawa, Polska – Ukraina 1:3 (1:3) EMŚ 2014 Fornalik
2. 2013-03-26 Warszawa, Polska – San Marino 5:0 (2:0) EMŚ 2014 Fornalik
3. 2017-03-26 Podgorica, Czarnogóra – Polska 1:2 (0:1) EMŚ 2018 Nawałka

Krzysztof Ratajczyk – 3.3.16

MT 3
1. 1997-09-06 Warszawa, Polska – Węgry 1:0 (0:0) MT Wójcik
2. 1998-04-22 Osijek, Chorwacja – Polska 4:1 (3:0) MT Wójcik
3. 2002-10-16 Ostrowiec Świętokrzyski, Polska – Nowa Zelandia 2:0 (0:0) MT Boniek

Andrzej Rudy – 3.3.16

MT 3.3
1. 1987-09-02 Bydgoszcz, Polska – Rumunia 3:1 (3:0) MT Łazarek
2. 1998-07-15 Toronto, Kanada – Polska 1:2 (0:0) MT Łazarek
3. 1988-08-24 Białystok, Polska – Bułgaria 3:2 (1:0) MT Łazarek

Henryk Spodzieja – 3.2.9

MT – 3.2
1. 1947-09-17 Helsinki, Finlandia – Polska 1:4 (1:1) – 2 MT Bergtal
2. 1948-04-18 Warszawa, Polska – Czechosłowacja 3:1 (2:0) MT Alfus

Zbigniew Szarzyński – 3.2.6

MT 2.1; EIO 1.1
1. 1959-06-21 Wrocław, Polska – Izrael 7:2 (3:1) – 2 MT Krug
2. 1959-11-08 Chorzów, Polska – Finlandia 6:2 (4:2) EIO 1960 Krug

Roman Szewczyk – 3.3.37

MT 2.2; EME 1.1
1. 1990-02-04 Teheran, Iran – Polska 0:1 (0:0) MT Strejlau
2. 1991-11-13 Poznań, Polska – Anglia 1:1 (1:0) EME 1992 Strejlau
3. 1992-09-09 Mielec, Polska – Izrael 1:1 (1:1) MT Strejlau

Mirosław Szymkowiak – 3.3.33

EME 2.2; MT 1.1
1. 2003-04-02 Ostrowiec Świętokrzyski, Polska – San Marino 5:0 (2:0) EME 2004 Janas
2. 2003-09-06 Ryga, Łotwa – Polska 0:2 (0:2) EME 2004 Janas
3. 2005-08-17 Kijów, Polska – Izrael 3:2 (1:1) MT Janas

Kazimierz Trampisz – 3.2.10

MT 3.2
1. 1952-09-21 Warszawa, Polska – NRD 3:0 (0:0) MT Tadeusz Foryś
2. 1954-08-08 Warszawa, Polska – Bułgaria 2:2 (0:2) – 2 MT Koncewicz

Tomasz Wieszczycki – 3.3.11

MT 2.2; EME 1.1
1. 1994-04-13 Cannes, Polska – Arabia Saudyjska 1:0 (0:0) MT Apostel
2. 1995-03-15 Ostrowiec Świętokrzyski, Polska – Litwa 4:1 (3:0) MT Apostel
3. 1995-06-07 Zabrze, Polska – Słowacja 5:0 (1:0) EME 1996 Apostel

Michał Żewłakow – 3.3.102

EMŚ 2.2; MT 1.1
1. 2001-03-28 Warszawa, Polska – Armenia 4:0 (2:0) EMŚ 2002 Engel
2. 2007-02-07 Jerez de la Frontera, Słowacja – Polska 2:2 (2:0) MT Beenhakker
3. 2008-09-06 Wrocław, Polska – Słowenia 1:1 (1:1) EMŚ 2010 Beenhakker

## 2 bramki
Józef Adamek – 2.2.9

MT 2.2
1. 1925-10-12 Stambuł, Turcja – Polska 1:2 (1:1) MT Synowiec
2. 1926-10-03 Sztokholm, Szwecja – Polska 3:1 (3:0) MT Synowiec

Henryk Alszer – 2.2.13

MT 2.2
1. 1949-10-02 Warszawa, Polska – Bułgaria 3:2 (3:1) MT Szymkowiak
2. 1952-06-15 Warszawa, Polska – Węgry 1:5 (0:5) MT Matyas

Teodor Anioła – 2.1.7

MT 2.1
1. 1952-09-21 Warszawa, Polska – NRD 3:0 (0:0) – 2 MT Foryś

Roman Bazan – 2.1.21

MT 2.1
1. 1963-09-04 Szczecin, Polska – Norwegia 9:0 (3:0) – 2 MT Motoczyński

Bartosz Bosacki – 2.1.13

MŚ 2.1
1. 2006-06-20 Hanower, Polska – Kostaryka 2:1 (1:1) – 2 MŚ 2006 Janas

Kazimierz Buda – 2.2.10

MT 2.2
1. 1981-01-25 Tokio, Japonia – Polska 0:2 (0:2) MT Piechniczek
2. 1981-01-30 Nagoya, Japonia – Polska 1:4 (1:3) MT Piechniczek

Krzysztof Bukalski – 2.2.17

MT 1.1; EMŚ 1.1
1. 1997-05-22 Solna, Szwecja – Polska 2:2 (2:0) MT Piechniczek
2. 1997-06-14 Katowice, Polska – Gruzja 4:1 (2:1) EMŚ 1998 Pawlak

Wiesław Cisek – 2.1.12

MT 2.1
1. 1988-02-06 Hajfa, Polska – Rumunia 2:2 (1:1) – 2 MT Łazarek

Marek Citko – 2.2.10

EMŚ 1.1; MT 1.1
1. 1996-10-09 Londyn, Anglia – Polska 2:1 (2:1) EMŚ 1998 Piechniczek
2. 1997-02-26 Goiania, Brazylia – Polska 4:2 (2:0) MT Piechniczek

Jan Domarski – 2.2.17

EMŚ 2.2
1. 1973-09-26 Chorzów, Polska – Walia 3:0 (2:0) EMŚ 1974 Górski
2. 1973-10-17 Londyn, Anglia – Polska 1:1 (0:0) EMŚ 1974 Górski

Dariusz Dudka – 2.2.65

MT 1.1; EME 1.1
1. 2007-02-03 Jerez de la Frontera, Estonia – Polska 0:4 (0:2) MT Beenhakker
2. 2007-03-24 Warszawa, Polska – Azerbejdżan 5:0 (3:0) EME 2008 Beenhakker

Hubert Gad – 2.2.6

MT 2.2
1. 1936-02-16 Bruksela, Belgia – Polska 0:2 (0:1) MT Kałuża
2. 1936-10-04 Kopenhaga, Dania – Polska 2:1 (0:1) MT Kałuża

Norbert Gajda – 2.1.7

MT 2.1
1. 1961-11-05 Chorzów, Polska – Dania 5:0 (2:0) – 2 MT Krug

Józef Garbień – 2.2.8

MT 2.2
1. 1922-05-28 Sztokholm, Szwecja – Polska 1:2 (0:1) MT Józef Lustgarten
2. 1922-10-01 Zagrzeb, Jugosławia – Polska 1:3 (1:1) MT Centarowski

Ryszard Grzegorczyk – 2.2.23

EME 2.2
1. 1966-10-02 Szczecin, Polska – Luksemburg 4:0 (0:0) EME 1968 Brzeżańczyk
2. 1966-10-22 Paryż, Francja – Polska 2:1 (1:0) EME 1968 Brzeżańczyk

Bartłomiej Grzelak – 2.1.4

MT 2.1
1. 2006-12-06 Abu Zabi, Zjednoczone Emiraty Arabskie – Polska 2:5 (1:2) – 2 MT Beenhakker

Tadeusz Hogendorf – 2.2.6

MT 2.2
1. 1947-08-31 Praga, Czechosłowacja – Polska 6:3 (1:0) MT Reyman
2. 1947-09-14 Solna, Szwecja – Polska 5:4 (3:2) MT Bergtal

Maciej Iwański – 2.2.10

MT 2.2
1. 2007-03-02 Jerez de la Frontera, Estonia – Polska 0:4 (0:2) MT Beenhakker
2. 2010-01-23 Korat, Singapur – Polska 1:6 (1:3) MT Smuda

Roman Jakóbczak – 2.2.5

MT 2.2
1. 1974-05-15 Warszawa, Polska – Grecja 2:0 (1:0) MT Górski
2. 1974-10-31 Warszawa, Polska – Kanada 2:0 (2:0) MT Górski

Henryk Janikowski – 2.1.3

MT 2.1
1. 1981-01-27 Tokushima, Japonia – Polska 2:4 (2:2) – 2 MT Piechniczek

Walerian Kisieliński – 2.1.7

MT 2.1
1. 1931-07-05 Ryga, Łotwa – Polska 0:5 (0:4) – 2 MT Loth

Adam Knioła – 2.1.2

MT 2.1
1. 1931-10-25 Poznań, Polska – Jugosławia 6:3 (5:2) – 2 MT Loth

Adam Kokoszka – 2.2.11

MT 2.2
1. 2007-02-03 Jerez de la Frontera, Estonia – Polska 0:4 (0:3) MT Beenhakker
2. 2008-02-02 Pafos, Finlandia – Polska 0:1 (0:1) MT Beenhakker

Władysław Kowalski – 2.1.4

MT 2.1
1. 1923-09-25 Tallinn Estonia – Polska 1:4 (0:2) – 2 MT Glabisz

Marian Kozerski – 2.2.8

MT 2.2
1. 1970-05-06 Poznań, Polska – Irlandia 2:1 (2:0) MT Koncewicz
2. 1970-10-25 Praga, Czechosłowacja – Polska 2:2 (0:2) MT Koncewicz

Władysław Król – 2.2.4

MT 2.2
1. 1933-09-10 Warszawa, Polska – Jugosławia 4:3 (1:2) MT Kałuża
2. 1937-09-12 Warszawa, Polska – Dania 3:1 (2:1) MT Kałuża

Grzegorz Krychowiak – 2.2.51

EME 2.2
1. 2014-11-14 Tbilisi, Gruzja – Polska 0:4 (0:0) EME 2016 Nawałka
2. 2015-10-11 Warszawa, Polska – Irlandia 2:1 (2:1) EME 2016 Nawałka

Marcin Kuźba – 2.1.6

EME 2.1
1. 2003-04-02 Ostrowiec Świętokrzyski, Polska – San Marino 5:0 (2:0) – 2 EME 2004 Janas

Wojciech Łobodziński – 2.2.23

EME 1.1; MT 1.1
1. 2007-03-24 Warszawa, Polska – Azerbejdżan 5:0 (3:0) EME 2008 Beenhakker
2. 2008-06-02 Larnaka, Czechy – Polska 0:2 (0:2) MT Beenhakker

Patryk Małecki – 2.2.8

MT 2.2
1. 2010-01-20 Korat, Tajlandia – Polska 1:3 (0:1) MT Smuda
2. 2010-01-23 Korat, Singapur – Polska 1:6 (1:3) MT Smuda

Józef Mamoń – 2.2.9

MT 2.2
1. 1949-05-08 Bukareszt, Rumunia – Polska 2:1 (2:0) MT Szymkowiak
2. 1949-07-10 Debreczyn, Węgry – Polska 8:2 (4:2) MT Szymkowiak

Bohdan Masztaler – 2.2.22

MT 1.1; EMŚ – 1.1
1. 1973-05-13 Warszawa, Polska – Jugosławia 2:2 (1:1) MT Górski
2. 1977-09-21 Chorzów, Polska – Dania 4:1 (2:0) EMŚ 1978 Gmoch

Krzysztof Mączyński – 2.2.31

EME 1.1, EMŚ 1.1
1. 2014-10-14 Warszawa, Polska – Szkocja 2:2 (1:1) EME 2016 Nawałka
2. 2017-10-08 Warszawa, Polska – Czarnogóra 4:2 (2:0) EMŚ 2018 Nawałka

Zdzisław Mordarski – 2.2.12

MT 2.2
1. 1950-06-04 Warszawa, Polska – Węgry 2:5 (1:2) MT Szymkowiak
2. 1952-09-14 Praga, Czechosłowacja – Polska 2:2 (1:2) MT Foryś

Mirosław Okoński – 2.2.29

MT 2.2
1. 1981-02-01 Tokio, Japonia – Polska 0:3 (0:1) MT Piechniczek
2. 1983-03-23 Łódź, Polska – Bułgaria 3:1 (1:1) MT Piechniczek

Szymon Pawłowski – 2.2.17

MT 2.2
1. 2012-12-14 Kundu, Macedonia – Polska 1:4 (0:2) MT Fornalik
2. 2013-02-02 Malaga, Rumunia – Polska 1:4 (1:4) MT Fornalik

Sławomir Peszko – 2.2.43

MT 1.1; EME 1.1
1. 2010-01-17 Korat, Dania – Polska 3:1 (1:1) MT Smuda
2. 2015-03-29 Dublin, Irlandia – Polska 1:1 (0:1) EME 2016 Nawałka

Maciej Rybus – 2.2.51

MT 2.2
1. 2009-11-19 Bydgoszcz, Polska – Kanada 1:0 (1:0) MT Smuda
2. 2013-06-04 Kraków, Polska – Liechtenstein 2:0 (0:0) MT Fornalik

Rafał Siadaczka – 2.2.17

MT 1.1; EME 1.1
1. 1998-08-18 Kraków, Polska – Izrael 2:0 (1:0) MT Wójcik
2. 1999-06-09 Luksemburg, Luksemburg – Polska 2:3 (0:2) EME 2000 Wójcik

Józef Smoczek – 2.2.4

MT 2.2
1. 1930-09-28 Sztokholm, Szwecja – Polska 0:3 (0:2) MT Loth
2. 1935-09-15 Łódź, Polska – Łotwa 3:3 (0:2) MT Kałuża

Artur Sobiech – 2.2.13

MT 2.2
1. 2012-05-22 Klagenfurt, Łotwa – Polska 0:1 (0:0) MT Smuda
2. 2013-06-04 Kraków, Polska – Liechtenstein 2:0 (0:0) MT Fornalik

Łukasz Sosin – 2.1.3

MT 2.1
1. 2006-03-28 Rijad, Arabia Saudyjska – Polska 1:2 (1:1) – 2 MT Janas

Leon Sperling – 2.2.16

MT 2.2
1. 1925-10-12 Stambuł, Turcja – Polska 1:2 (1:1) MT Synowiec
2. 1925-11-01 Kraków, Polska – Szwecja 2:6 (1:6) MT Synowiec

Janusz Sybis – 2.2.18

MT 2.2
1. 1980-04-19 Turyn, Włochy – Polska 2:2 (2:2) MT Kulesza
2. 1980-04-26 Borovo, Jugosławia – Polska 2:1 (1:1) MT Kulesza

Ewald Urban – 2.2.6

MT 2.2
1. 1932-10-02 Bukareszt, Rumunia – Polska 0:5 (0:4) MT Kałuża
2. 1934-10-14 Lwów, Polska – Rumunia 3:3 (1:1) MT Kałuża

Tomasz Wałdoch – 2.2.73

EMŚ 1.1; MT 1.1
1. 1992-09-23 Poznań Polska – Turcja 1:0 (1:0) EMŚ 1994 Strejlau
2. 1995-03-15 Ostrowiec Św. Polska – Litwa 4:1 (3:0) MT Apostel

Marcin Wasilewski – 2.2.60

MT 2.2
1. 2006-12-06 Abu Zabi, Zjednoczone Emiraty Arabskie – Polska 2:5 (1:2) MT Beenhakker
2. 2012-06-02 Warszawa, Polska – Andora 4:0 (3:0) MT Smuda

Dariusz Wdowczyk – 2.2.53

MT 2.2
1. 1989-05-02 Oslo, Norwegia – Polska 0:3 (0:1) MT Łazarek
2. 1989-08-23 Lubin, Polska – ZSRR 1:1 (0:1) MT Strejlau

Henryk Wieczorek – 2.2.17

MT 1.1; EME – 1.1
1. 1979-08-19 Słupsk, Polska – Libia 5:0 (1:0) MT Kulesza
2. 1979-09-26 Chorzów, Polska – NRD 1:1 (0:0) EME 1980 Kulesza

Erwin Wilczek – 2.2.16

MT 2.2
1. 1962-04-15 Casablanca, Maroko – Polska 1:3 (1:0) MT Krug
2. 1962-10-11 Warszawa, Polska – Maroko 1:1 (0:0) MT Krug

Piotr Włodarczyk – 2.2.4

MT 1.1; EMŚ 1.1
1. 2004-07-11 Chicago, USA – Polska 1:1 (0:0) MT Janas
2. 2004-09-04 Belfast, Irlandia Płn. – Polska 0:3 (0:2) EMŚ 2006 Janas

Roman Wójcicki – 2.2.62

MT 1.1; EME 1.1
1. 1984-01-27 Kalkuta, Polska – Chiny 1:0 (0:0) MT Piechniczek
2. 1987-05-17 Budapeszt, Węgry – Polska 5:3 (1:1) EME 1988 Łazarek

Paweł Wszołek – 2.1.11

MT 2.1
1. 2016-03-26 Wrocław, Polska – Finlandia 5:0 (3:0) – 2 MT Nawałka

Witold Wypijewski – 2.2.5

MT 2.2
1. 1931-08-23 Warszawa, Polska – Rumunia 2:3 (0:2) MT Loth
2. 1931-10-11 Bruksela, Belgia – Polska 2:1 (1:0) MT Loth

Władysław Żmuda – 2.2.91

MT 2.2
1. 1978-04-05 Poznań, Polska – Grecja 5:2 (4:0) MT Gmoch
2. 1985-04-17 Opole, Polska – Finlandia 2:1 (0:0) MT Piechniczek

## 1 bramka
Dariusz Adamczuk – 1.1.11

EMŚ 1.1
1. 1993-05-29 Chorzów, Polska – Anglia 1:1 (1:0) EMŚ 1994 Strejlau

Józef Adamiec – 1.1.9

MT 1.1
1. 1984-01-15 Kalkuta, Polska – Chiny 1:0 (1:0) MT Piechniczek

Marcin Baszczyński – 1.1.35

MT 1.1
1. 2005-10-07 Warszawa, Polska – Islandia 3:2 (1:2) MT Janas

Gustaw Bator – 1.1.3

MT 1.1
1. 1932-07-10 Warszawa, Polska – Szwecja 2:0 (1:0) MT Kałuża

Jarosław Bieniuk – 1.1.7

MT 1.1
1. 2003-12-11 Ta’ Qali, Malta – Polska 0:4 (0:0) MT Janas

Tomasz Brzyski – 1.1.6

MT 1.1
1. 2014-01-18 Abu Zabi, Polska – Norwegia 3:0 (1:0) MT Nawałka

Piotr Brożek – 1.1.5

MT 1.1
1. 2010-01-23 Korat, Singapur – Polska 1:6 (1:3) MT Smuda

Marcin Burkhardt – 1.1.10

MT 1.1
1. 2003-12-11 Ta’ Qali, Malta – Polska 0:4 (0:0) MT Janas

Zygmunt Chruściński – 1.1.9

MT 1.1
1. 1924-06-10 Warszawa, Polska – USA 2:3 (2:2) MT Tadeusz Orzelski

Piotr Czachowski – 1.1.45

EME 1.1
1. 1991-10-16 Poznań, Polska – Irlandia 3:3 (0:1) EME 1992 Strejlau

Stanisław Czulak – 1.1.1

MT 1.1
1. 1924-06-10 Warszawa, Polska – USA 2:3 (2:2) MT Orzelski

Tomasz Dawidowski – 1.1.10

MT 1.1
1. 2003-06-06 Poznań, Polska – Kazachstan 3:0 (1:0) MT Janas

Leopold Duźniak – 1.1.1

MT 1.1
1. 1922-09-03 Czerniowce, Rumunia – Polska 1:1 (0:1) MT Lustgarten

Marek Dziuba – 1.1.53

MT 1.1
1. 1980-11-19 Kraków, Polska – Algieria 5:1 (3:0) MT Kulesza

Roman Faber – 1.1.2

MT 1.1
1. 1979-08-19 Słupsk, Polska – Libia 5:0 (1:0) MT Kulesza

Adam Fedoruk – 1.1.18

MT 1.1
1. 1994-05-04 Kraków, Polska – Węgry 3:2 (0:1) MT Apostel

Zygmunt Gadecki – 1.1.5

IO 1.1
1. 1960-08-29 Livorno, Polska – Dania 1:2 (0:1) IO 1960 Krug

Łukasz Garguła – 1.1.16

EME 1.1
1. 2006-09-02 Bydgoszcz, Polska – Finlandia 1:3 (0:0) EME 2008 Beenhakker

Ginter Gawlik – 1.1.7

EMŚ 1.1
1. 1957-11-03 Warszawa, Polska – Finlandia 4:0 (2:0) EMŚ 1958 Reyman

Jan Gawroński – 1.1.3

EIO 1.1
1. 1959-10-18 Helsinki, Finlandia – Polska 1:3 (0:1) EIO 1960 Krug

Dariusz Gęsior – 1.1.22

MT 1.1
1. 1992-11-29 Montevideo, Urugwaj – Polska 0:1 (0:0) MT Strejlau

Paweł Golański – 1.1.14

MT 1.1
1. 2007-02-03 Jerez de la Frotera, Estonia – Polska 0:4 (0:3) MT Beenhakker

Michał Goliński – 1.1.5

MT 1.1
1. 2007-12-15 Kundu, Bośnia i Hercegowina – Polska 0:1 (0:1) MT Beenhakker

Damian Gorawski – 1.1.14

MT 1.1
1. 2004-06-05 Solna, Szwecja – Polska 3:1 (1:0) MT Janas

Bolesław Habowski – 1.1.2

MT 1.1
1. 1938-09-25 Ryga, Łotwa – Polska 2:1 (1:1) MT Kałuża

Edward Jabłoński – 1.1.3

MT 1.1
1. 1947-06-11 Oslo, Norwegia – Polska 3:1 (0:0) MT Reyman

Jan Jałocha – 1.1.28

MT 1.1
1. 1982-08-31 Paryż, Francja – Polska 0:4 (0:1) MT Piechniczek

Marcin Jałocha – 1.1.18

MT 1.1
1. 1994-05-04 Kraków, Polska – Węgry 3:2 (0:1) MT Apostel

Paweł Janas – 1.1.53

MT 1.1
1. 1979-08-19 Słupsk, Polska – Libia 5:0 (1:0) MT Kulesza

Zdzisław Janik – 1.1.3

MT 1.1
1. 1991-12-09 Kuwejt, Kuwejt – Polska 0:2 (0:1) MT Strejlau

Engelbert Jarek – 1.1.3

MT 1.1
1. 1962-04-15 Casablanca, Maroko – Polska 1:3 (1:0) MT Krug

Waldemar Jaskulski – 1.1.13

MT 1.1
1. 1995-03-15 Ostrowiec Świętokrzyski, Polska – Litwa 4:1 (3:0) MT Apostel

Piotr Jegor – 1.1.20

MT 1.1
1. 1997-02-17 Derynia, Polska – Łotwa 3:2 (0:1) MT Piechniczek

Tomasz Jodłowiec – 1.1.49

MT 1.1
1. 2015-11-17 Wrocław, Polska – Czechy 3:1 (2:1) MT Nawałka

Paweł Kaczorowski – 1.1.14

EME 1.1
1. 2002-09-07 Serravalle, San Marino – Polska 0:2 (0:0) EME 2004 Boniek

Krzysztof Kajrys – 1.1.3

MT 1.1
1. 1981-01-27 Tokushima, Japonia – Polska 2:4 (2:2) MT Piechniczek

Zdzisław Kapka – 1.1.14

MT 1.1
1. 1977-06-12 La Paz, Boliwia – Polska 1:2 (1:1) MT Gmoch

Jan Karaś – 1.1.16

MT 1.1
1. 1986-10-07 Bydgoszcz, Polska – Korea Północna 2:2 (1:0) MT Łazarek

Jerzy Kasalik – 1.1.3

MT 1.1
1. 1974-10-31 Warszawa, Polska – Kanada 2:0 (2:0) MT Górski

Zenon Kasztelan – 1.1.6

MT 1.1
1. 1973-08-10 San Francisco, USA – Polska 0:4 (0:1) MT Górski

Przemysław Kaźmierczak – 1.1.12

EME 1.1
1. 2007-03-24 Warszawa, Polska – Azerbejdżan 5:0 (3:0) EME 2008 Beenhakker

Mateusz Klich – 1.1.10

MT 1.1
1. 2013-08-14 Gdańsk, Polska – Dania 3:2 (1:2) MT Fornalik

Józef Klotz – 1.1.2

MT 1.1
1. 1922-05-28 Sztokholm, Szwecja – Polska 1:2 (0:1) MT Lustgarten

Alfred Kokot – 1.1.1

MT 1.1
1. 1949-06-19 Warszawa, Polska – Dania 1:2 (1:0) MT Szymkowiak

Antoni Komendo-Borowski – 1.1.1

MT 1.1
1. 1935-09-15 Łódź, Polska – Łotwa 3:3 (0:2) MT Kałuża

Marcin Komorowski – 1.1.13

MT 1.1
1. 2012-10-12 Warszawa, Polska – RPA 1:0 (0:0) MT Fornalik

Marek Koniarek – 1.1.2

MT 1.1
1. 1986-11-12 Warszawa, Polska – Irlandia 1:0 (1:0) MT Łazarek

Jakub Kosecki – 1.1.5

EMŚ 1.1
1. 2013-03-26 Warszawa, Polska – San Marino 5:0 (2:0) EMŚ 2014 Fornalik

Edmund Kowal – 1.1.8

MT 1.1
1. 1956-11-04 Kraków, Polska – Finlandia 5:0 (2:0) MT Krug

Dawid Kownacki – 1.1.2

MT 1.1
1. 2018-06-12 Warszawa, Polska – Litwa 4:0 (2:0) MT Nawałka

Marek Koźmiński – 1.1.45

EMŚ 1.1
1. 1992-10-14 Rotterdam, Holandia – Polska 2:2 (1:2) EMŚ 1994 Strejlau

Waldemar Kryger – 1.1.5

MT 1.1
1. 1997-02-17 Derynia, Polska – Łotwa 3:2 (0:1) MT Piechniczek

Michał Kucharczyk – 1.1.9

MT 1.1
1. 2014-01-18 Abu Zabi, Polska – Norwegia 3:0 (1:0) MT Nawałka

Józef Kwiatkowski – 1.1.7

MT 1.1
1. 1975-07-09 Toronto, Kanada – Polska 1:4 (1:4) MT Górski

Dariusz Kubicki – 1.1.46

MT 1.1
1. 1988-02-10 Tel Awiw, Izrael – Polska 1:3 (1:1) MT Łazarek

Rafał Lasocki – 1.1.3

MT 1.1
1. 2003-02-14 Split, Polska – Macedonia 3:0 (3:0) MT Janas

Adam Ledwoń – 1.1.18

EMŚ 1.1
1. 1997-06-14 Katowice, Polska – Gruzja 4:1 (2:1) EMŚ 1998 Pawlak

Andrzej Lesiak – 1.1.18

MT 1.1
1. 1991-03-13 Warszawa, Polska – Finlandia 1:1 (1:1) MT Strejlau

Karol Linetty – 1.1.20

MT 1.1
1. 2014-01-18 Abu Zabi, Polska – Norwegia 3:0 (1:0) MT Nawałka

Leszek Lipka – 1.1.21

EMŚ 1.1
1. 1980-12-07 Gżira, Malta – Polska 0:2 (0:0) EMŚ 1982 Kulesza

Daniel Łukasik – 1.1.5

MT 1.1
1. 2013-02-02 Malaga, Rumunia – Polska 1:4 (1:4) MT Fornalik

Ryszard Łysakowski – 1.1.1

MT 1.1
1. 1934-10-14 Ryga, Łotwa – Polska 2:6 (2:4) MT Kałuża

Paweł Magdoń – 1.1.1

MT 1.1
1. 2006-12-06 Abu Zabi, Zjednoczone Emiraty Arabskie – Polska 2:5 (1:2) MT Beenhakker

Edmund Majowski – 1.1.4

MT 1.1
1. 1933-09-10 Warszawa, Polska – Jugosławia 4:3 (1:2) MT Kałuża

Stanisław Malczyk – 1.1.3

MT 1.1
1. 1935-09-15 Łódź, Polska – Łotwa 3:3 (0:2) MT Kałuża

Leonard Malik – 1.1.1

MT 1.1
1. 1930-10-26 Warszawa, Polska – Łotwa 6:0 (3:0) MT Loth

Dariusz Marciniak – 1.1.5

EME 1.1
1. 1987-05-17 Budapeszt, Węgry – Polska 5:3 (1:1) EME 1988 Łazarek

Adam Matuszczyk – 1.1.21

MT 1.1
1. 2010-10-10 Chicago, USA – Polska 2:2 (1:1) MT Smuda

Grzegorz Mielcarski – 1.1.10

MT 1.1
1. 1992-11-18 Iława, Polska – Łotwa 1:0 (0:0) MT Strejlau

Marcin Mięciel – 1.1.5

MT 1.1
1. 1996-08-27 Bełchatów, Polska – Cypr 2:2 (0:0) MT Piechniczek

Juliusz Miller – 1.1.6

MT 1.1
1. 1923-09-23 Helsinki, Finlandia – Polska 5:3 (3:1) MT Glabisz

Kazimierz Moskal – 1.1.6

MT 1.1
1. 1994-05-17 Katowice, Polska – Austria 3:4 (1:2) MT Apostel

Rafał Murawski – 1.1.48

EME 1.1
1. 2007-11-27 Belgrad, Serbia – Polska 2:2 (0:1) EME 2008 Beenhakker

Jerzy Musiałek – 1.1.13

MT 1.1
1. 1963-10-16 Ateny, Grecja – Polska 3:1 (2:0) MT Motoczyński

Adam Nawałka – 1.1.34

MT 1.1
1. 1977-04-13 Budapeszt, Węgry – Polska 2:1 (1:0) MT Gmoch

Marian Norkowski – 1.1.6

MT 1.1
1. 1960-09-28 Warszawa, Polska – Francja 2:2 (1:0) MT Krug

Krzysztof Nowak – 1.1.10

EMŚ 1.1
1. 1997-06-14 Katowice, Polska – Gruzja 4:1 (2:1) EMŚ 1998 Pawlak

Tomasz Nowak – 1.1.3

MT 1.1
1. 2010-01-23 Korat, Singapur – Polska 1:6 (1:3) MT Smuda

Jarosław Nowicki – 1.1.4

MT 1.1
1. 1981-01-25 Tokio, Japonia – Polska 0:2 (0:2) MT Piechniczek

Marek Ostrowski – 1.1.37

EMŚ 1.1
1. 1985-05-19 Ateny, Grecja – Polska 1:4 (0:1) EMŚ 1986 Piechniczek

Stanisław Oślizło – 1.1.57

MT 1.1
1. 1966-05-18 Wrocław, Polska – Szwecja 1:1 (1:1) MT Brzeżańczyk

Tadeusz Parpan – 1.1.20

MT 1.1
1. 1948-04-04 Sofia, Bułgaria – Polska 1:1 (1:1) MT Alfus

Krzysztof Pawlak – 1.1.31

MT 1.1
1. 1984-01-11 Kalkuta, Indie – Polska 1:2 (1:2) MT Piechniczek

Damien Perquis – 1.1.14

MT 1.1
1. 2012-05-26 Klagenfurt, Słowacja – Polska 0:1 (0:1) MT Smuda

Mirosław Pękala – 1.1.6

MT 1.1
1. 1981-02-01 Tokio, Japonia – Polska 0:3 (0:1) MT Piechniczek

Jerzy Piec – 1.1.6

MT 1.1
1. 1937-10-10 Katowice, Polska – Łotwa 2:1 (0:0) MT Kałuża

Grzegorz Piechna – 1.1.1

MT 1.1
1. 2005-11-16 Ostrowiec Świętokrzyski, Polska – Estonia 3:1 (1:0) MT Janas

Leszek Pisz – 1.1.14

MT 1.1
1. 1990-05-06 Chicago, Polska – Kostaryka 2:0 (1:0) MT Strejlau

Dawid Plizga – 1.1.3

MT 1.1
1. 2011-02-06 Vila Real de Santo António, Mołdawia – Polska 0:1 (0:1) MT Smuda

Franciszek Pytel – 1.1.1

MT 1.1
1. 1937-10-10 Katowice, Polska – Łotwa 2:1 (0:0) MT Kałuża

Leon Radojewski – 1.1.1

MT 1.1
1. 1932-10-02 Warszawa, Polska – Łotwa 2:1 (0:1) MT Kałuża

Piotr Reiss – 1.1.4

MT 1.1
1. 1998-11-10 Bratysława, Słowacja – Polska 1:3 (0:0) MT Wójcik

Marcin Robak – 1.1.7

MT 1.1
1. 2010-01-20 Korat, Tajlandia – Polska 1:3 (0:1) MT Smuda

Wojciech Rudy – 1.1.39

EME 1.1
1. 1979-10-17 Amsterdam, Holandia – Polska 1:1 (0:1) EME 1980 Kulesza

Tomasz Rząsa – 1.1.36

MT 1.1
1. 1994-12-10 Rijad, Arabia Saudyjska – Polska 1:2 (1:1) MT Apostel

Marek Rzepka – 1.1.15

MT 1.1
1. 1991-12-09 Kuwejt, Kuwejt – Polska 0:2 (0:1) MT Strejlau

Piotr Rzepka – 1.1.7

MT 1.1
1. 1981-01-30 Nagoya, Japonia – Polska 1:4 (1:3) MT Piechniczek

Fryderyk Scherfke – 1.1.12

MŚ 1.1
1. 1938-06-05 Strasburg, Polska – Brazylia 5:6 (1:3,4:4) MŚ 1938 Kałuża

Jan Schmidt – 1.1.1

EMŚ 1.1
1. 1961-06-25 Chorzów, Polska – Jugosławia 1:1 (1:1) EMŚ 1962 Krug

Hieronim Schwartz – 1.1.1

MT 1.1
1. 1936-09-06 Ryga, Łotwa – Polska 3:3 (0:2) MT Kałuża

Adrian Sikora – 1.1.2

MT 1.1
1. 2003-12-11 Ta’ Qali, Malta – Polska 0:4 (0:0) MT Janas

Paweł Sobek – 1.1.5

MT 1.1
1. 1953-09-13 Sofia, Bułgaria – Polska 2:2 (1:0) MT Koncewicz

Radosław Sobolewski – 1.1.24

MT 1.1
1. 2003-08-20 Tallinn, Estonia – Polska 1:2 (0:0) MT Janas

Józef Sobota – 1.1.1

MT 1.1
1. 1926-07-04 Warszawa, Polska – Estonia 2:0 (1:0) MT Synowiec

Piotr Soczyński – 1.1.30

MT 1.1
1. 1990-12-19 Wolos, Grecja – Polska 1:2 (1:1) MT Strejlau

Tomasz Sokołowski – 1.1.12

MT 1.1
1. 1997-02-15 Ayia Napa, Cypr – Polska 2:3 (0:2) MT Piechniczek

Władysław Stachurski – 1.1.8

MT 1.1
1. 1970-09-23 Dublin, Irlandia – Polska 0:2 (0:2) MT Koncewicz

Filip Starzyński – 1.1.4

MT 1.1
1. 2016-03-26 Wrocław, Polska – Finlandia 5:0 (3:0) – MT Nawałka

Roman Strzałkowski – 1.1.18

MT 1.1
1. 1966-11-17 Ploeszti, Rumunia – Polska 4:3 (2:0) MT Matyas

Łukasz Szukała – 1.1.17

EME 1.1;
1. 2014-09-07 Faro, Gibraltar – Polska 0:7 (0:1) EME 2016 Nawałka

Andrzej Sykta – 1.1.2

EIO 1.1
1. 1959-11-08 Chorzów, Polska – Finlandia 6:2 (4:2) EIO 1960 Krug

Antoni Szymanowski – 1.1.82

IO 1.1
1. 1976-07-25 Montreal, Polska – Korea Północna 5:0 (1:0) IO 1976 Górski

Piotr Świerczewski – 1.1.70

MT 1.1
1. 1993-03-31 Brzeszcze, Polska – Litwa 1:1 (1:1) MT Strejlau

Aleksander Tupalski – 1.1.3

MT 1.1
1. 1926-07-04 Warszawa, Polska – Estonia 2:0 (1:0) MT Synowiec

Adam Walczak – 1.1.4

MT 1.1
1. 1981-01-30 Nagoya, Japonia – Polska 1:4 (1:3) MT Piechniczek

Jan Wasiewicz – 1.1.11

MT 1.1
1. 1938-05-22 Warszawa, Polska – Irlandia 6:0 (3:0) MT Kałuża

Jakub Wawrzyniak – 1.1.49

EMŚ 1.1
1. 2012-09-11 Wrocław, Polska – Mołdawia 2:0 (1:0) EMŚ 2014 Fornalik

Jan Wiśniewski – 1.1.9

MT 1.1
1. 1952-09-14 Praga, Czechosłowacja – Polska 2:2 (1:2) MT Foryś

Ewald Wiśniowski – 1.1.1

MT 1.1
1. 1953-09-13 Sofia, Bułgaria – Polska 2:2 (1:0) MT Koncewicz

Rafał Wolski – 1.1.7

EMŚ 1.1
1. 2017-10-05 Erywań, Armenia – Polska 1:6 (1:3) EMŚ 2018 Nawałka

Stanisław Wójcik – 1.1.1

MT 1.1
1. 1927-06-19 Bukareszt, Rumunia – Polska 3:3 (2:0) MT Synowiec

Jerzy Wyrobek – 1.1.15

MT 1.1
1. 1975-06-24 Seattle, USA – Polska 0:4 (0:2) MT Górski

Tomasz Zahorski – 1.1.13

MT 1.1
1. 2008-02-27 Wronki, Polska – Estonia 2:0 (1:0) MT Beenhakker

Edmund Zientara – 1.1.40

MT – 1.1
1. 1958-05-11 Chorzów, Polska – Irlandia 2:2 (1:1) MT Reyman

Jacek Zieliński – 1.1.60

MT 1.1
1. 1997-03-12 Ostrawa, Czechy – Polska 2:1 (1:0) MT Piechniczek